# 對孫中山的評價

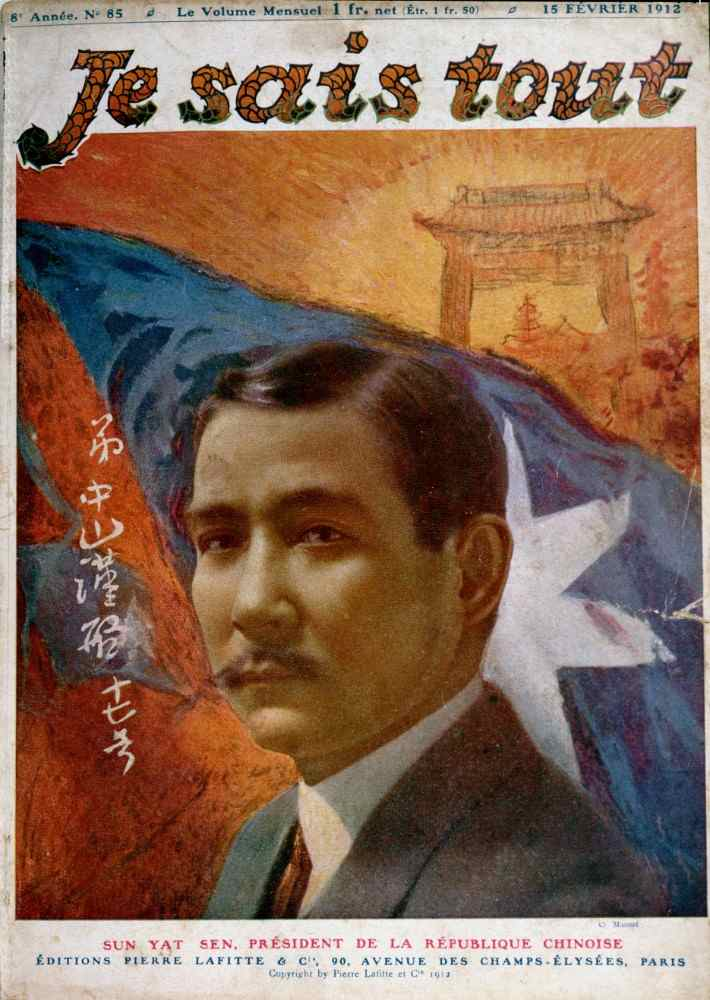
1912年2月15日，法国杂志Je Sais Tout介绍辛亥革命，封面是已知的第一幅孙中山彩色肖像。

對孫中山的評價是關於中國政治家孫中山的評價。孫中山是中國近代史上興中會、中國同盟會、中华革命党和中國國民黨的创始人。孫早年創立三民主義，為革命運動制定綱領:39。1911年，孫領導辛亥革命，廢除帝制，創立中華民國。晚年復吸納新思想，賦予三民主義以新解釋，推動國民革命發展:39。孙中山策劃反清起義，策動反袁、護法，致力打倒北洋軍閥和帝國主義，為爭取中國獨立、自由和統一而奮鬥:39。各界對他評價不一。

## 在世評價

### 中國方面

#### 正面評價
1895年，孙在广州起义失败。孙日后回忆：“当初次之失败也，举国舆论莫不目予辈为乱臣贼子、大逆不道，咒诅谩骂之声，不绝于耳。吾人足迹所到，凡认识者几视为毒蛇猛兽，而莫敢与吾人交游也。”但经过戊戌变法失败、八国联军侵华，清廷威信大减，至1900年“庚子失敗之後，則鮮聞一般人之惡聲相加。而有識之士，且多為吾人扼腕歎惜，恨其事之不成矣。前後相較，差若天淵。”:414
1903年，章士钊选译宫崎寅藏新作《三十三年落花梦》，署名“黄中黄”，题名《大革命家孙逸仙》，在序言中对孙大加赞扬：“孙逸仙，近今谈革命者之初祖，实行革命者之北辰，此有耳目者之所同议。……孙逸仙者，非一氏之所私号，乃新中国发露之名词也。有孙逸仙而中国始可为。天相中国，则孙逸仙之一怪物，不可以不出世。……谈兴中国者，不可脱离孙逸仙三字，非孙逸仙而能兴中国也。”秦力山为该书作推荐序，称：“四年前，吾人意中之孙文，不过广州湾之一海贼也，而岂知有如宫崎之所云云者。……大盗移国，公私涂炭，秦失其鹿，丧乱弘多。而孙君乃于吾国腐败尚未暴露之甲午乙未以前，不惜其头颅性命，而虎啸于东南重立之都会广州府，在当时莫不以为狂。而自今思之，举国熙熙皞皞，醉生梦死，彼独以一人图祖国之光复，担人种之竞争，且欲发现人权公理于东洋专制世界，得非天诱其衷，天锡之勇者乎！”刘光汉题跋，将孙崇为中国民族革命第一人：“自奴夷背命，建虏交侵，大漠以南，虏骑如织。汉唐区宇，炎黄子孙，变发胡装，沦为贼役，为古今未有之奇厄。然汉族之对满族，无一日不演其竞争。……近世以来，种族之界浸于民心，排外之声沸于草野。然本民族思想为实行者，仅孙逸仙一人。……孙君以旷世之才，惯胡虏之辱，义旗甫举，险阻备尝，虽成败之数不可逆料，而影响之及中国者，吾知其非浅鲜。”:377-378
1903年，柳亚庐撰写《中国灭亡小史》，专辟一节《孙逸仙》，称道：“人虐天饕，英才尽矣，独佚仙热心共和，舍身民族，虽至蹉跌，志不稍解。十年磨剑，树独立之旌旗；九世复仇，理不平于种族。他日驱除异类，光复旧疆，扬自由革命之潮流，为东大陆之华、拿，其在斯人欤？其在斯人欤！”同年夏天，僧人黄宗仰在日本与孙相遇，当即表示“仰瞻星斗十年久”，又为之赋诗饯行：“握手与君五十日，脑中印我扬子图。拿华剑气凌江汉，姬姒河山复故吾。此去天南翻北斗，移来邦水奠新都。伫看叱咤风云起，不逐虏胡非丈夫。”将孙比作拿破仑、华盛顿。
1904年，高旭将孙与汉族历代先贤并列：“我祖黄帝没，数传失强权；异族恣攫喷，死灰屡复然。嗟哉我中夏，忍看污腥膻；子孙多不肖，祖业甘弃捐。刘裕朱元璋，伟烈堪比肩；是大光复家，宜把铜像镌。其余心此心，百折志不迁；仗义逐胡虏，正义壮山川。我拜王而农，黄书至今传。我拜岳武穆，我拜洪秀全，我拜文文山，我拜孙逸仙，我拜郑成功，谓此皆汉贤。”同年，刘师培推许孙为“革命大家孙逸仙”。华进说：“孙逸仙为吾国革命巨子，其事迹轰烈于全球。”《警钟日报》署名“共和”的文章《〈孙逸仙〉书后》称：“夫孙逸仙粤党之魁杰，西学之巨擎，固夙倡导民权自由之说，而最富民族思想者也。……二十世纪新中国之人物，超越前古，而必悬孙以为之的。第一之孙起，当有无量之孙以应之，则皇皇汉族庶有复兴之一日。”戢元丞坦言：“今青年之士，自承为革命党者虽多，实则皆随风潮为转移，不过欲得革命名称以为夸耀侪辈，未必真有革命思想。其真有革命思想而又实行革命之规划者，舍孙文以外，殆不多见也。”
1904年11月，中国教育会会员、留日归国学生陈去病称孙为“汉族所倚仗奇人”，认为孙在当时远赴美洲，以致无人领导广西的会党起义，使之终归失败，此乃“吾黄帝子孙之不幸”。
1905年8月13日，華興會幹部陳天華在日本稱赞孫：「有失敗之英雄，有成功之英雄。英雄而成功也，人謳歌之。英雄而失敗也，人哀吟之。若夫屢失敗而將來有成功可望之英雄，則世界之視線集焉。……孫君逸仙者，非成功之英雄，而失敗之英雄也；非異國之英雄，而本族之英雄也。雖屢失敗，而以將來有大望。雖為本族之英雄，而其為英雄也，決不可以本族限之，實為世界之大人物。彼之理想、彼之抱負，非徒注眼於本族止也，欲於全球之政界上、社會上開一新紀元，放一大異彩。後世吾不知也，各國吾不知也，以現在之中國論，則吾敢下一斷言曰：是吾四萬萬人之代表也，是中國英雄中之英雄也。斯言也，微獨吾信之，國民所公認也。」:43
1905年，中国近代妇女解放文学家金天翮在《小说林》杂志连载作品《孽海花》，其中将孙化名作“孙一仙”，文章描绘孙：“英语汉籍，无不通晓，且又学得专门医学。他的宗旨，本来主张耶教的博爱平等，加以日在香港，接着西洋社会，呼吸自由空气，俯瞰民族帝国主义的潮流，因是养成一种共和革命思想，而且不尚空言，最爱实行的。那青年会组织之始，筹划之力，算他为最多呢！他年纪不过二十左右，面目英秀，辩才无碍，穿着一身黑呢衣服，脑后还拖根辫子。当时走进来，只见会场中一片欢迎拍掌之声，如雷而起。”:42-43
1911年底，全国各省相继光复；11月14日，江苏都督程德全以《斯人不出如苍生何》为题，发表请孙归国组织统一政府的通电：“大局粗定，军政民政亟须统一，拟联东南各军政府公电，恳请孙中山先生迅速回国，组织临时政府，以一事权。中山先生为首创革命之人，中外人民皆深信仰，组织临时政府舍伊莫属。我公力顾大局，想亦无不赞成。”12月25日，孙抵达上海；錫金軍政分府总理秦毓鎏致电：“聞公返國，歡曜莫名，神州大局，悉赖主持。”:53廣西軍政府副都督陆榮廷、王芝祥电称：“先生勉念吾民，以共和提倡宇内，登高一呼，乾坤廻軸。凡屬血氣之伦，罔不飲和食德。海内同望旌麾，匪朝夕矣。”:53江西軍政府都督馬毓寶等称：“贛省軍民，同為額庆。光復祖國，組织共和，尤感先生是赖。”:54閩都督司令部長許崇智等称：“先生提倡共和主義，奔馳海外，備嘗险阻艱難，二十年來始终如一，致漢族始有今日。思之涕零。”:55福州軍政府省交通部部长黄乃裳电称：“歡迎我君，並勸我君為泰東第一華盛顿。”:5412月30日，各省代表齐聚南京，新军第9镇统制徐绍桢在会上力主孙文：“革命先觉，苟选大总统，微其人莫属。”:107
1911年11月17日，《申报》刊载一篇时评，称黎元洪为“一介武夫，素不口谈革命”，反观“孙文数十年来专心一志，以谋中国之革命。其始之也，人人无此观念，而于彼独先。其继之也，屡仆屡起，人人无此坚忍，而于彼独不屈。其现在也，人人不料有此伟大之结果，而彼尚奔走于海外，以为国是之前途计。不急急于归国，以就浅近之荣誉。以革命言，彼固有首创之大功也。”
1911年12月，《民立报》为欢迎孙返沪归国，接连发表社论。20日，马君武《记孙文之最近运动及其人之价值》称：“孙君具一种魔力，能使欧美人士，无论其居何等地位，一接谈之后，即倾倒、赞美之。故欧人前此惟知中国有李鸿章，李死惟知有袁世凯，今者有孙逸仙，而袁世凯次之。外人之敬重孙君，非为其为革命党首领之故也，以为有孙君之热忱、忍耐、博学、远谋、至诚、勇敢及爱国心，而复可以为革命党首领。……屡起举行革命，富于经验，至财政及外交问题，则吾敢断言，通计中国人才，非孙君莫能解决矣。孙君之真价值如此，日人宫崎至谓其为亚洲第一人，而尚有狭小嫌宿怨以肆诬谤者，其人必脑筋有异状，可入疯人院。” 24日，徐血儿《欢迎孙中山先生归国辞》表示：“先生归国矣。先生屡年之惨淡经营，穷走海外，苦心孤志，独抱陆沉之痛者，竟有今日。……先生念同胞奴隶之惨，以三大主义为天下倡，言而能行，虽挫不衰，毅魄坚志，历二十年如一日。……祝先生为国珍重，使我中华国名与先生之名齐辉也。……黃浦之滨，数百万众，拍手扬巾，欢欣鼓舞者，为欢迎先生而来也。欢迎先生者，欢迎东亚自由之神，而造福生民于无穷远尽也。”
1911年12月29日，《中华民国公报》副主笔张祝南排除馆内拥袁议论，撰发《中华民国大总统当推孙逸仙论》，称“孙逸仙为倡始革命之人，人具知之，凡中国后来之秀，无不受其学说所嘉惠。今日全国革命家之爱戴，已早以大总统暗推许矣。”并解释其现实考量：“孙逸仙而有念恋权位之心，去国之后，何弗大张君主立宪之旗帜，迎合满廷，以图见用，而必持民族主义，大触清政府之忌妒乎？既提倡民族主义，拒抗满廷，困苦流离，日以铁血之苦心唤醒我民族，甘自刻厉，可断言无系念权利之心。惟其不趋重权利，以大总统归之，微特可以革除吾国之旧弊，而凡杂有君主性质之举动，无以复思于今日，即大总统之任，亦必视若倍屣，无留连护惜之心，以开未来之渐，共和民国可以永保无破坏之虞矣。”:270
1911年12月，中国社会党主席江亢虎表示：“武汉倡义，四方从风，旬日之间，光复太半。人徒知刈果之易，而不知种因之难。先生革命之种因，二十年于兹。二十年前之革命党，其困苦艰难，不啻倍蓗于吾党之今日。而先生卒百折不变以底于成，此先生之所以为先生，而本党所应是则是效者也。”:118
1911年12月27日，宋教仁对北一辉说：“孙先生实际上是个好人，我过去在东京那样攻击他，现在很后悔。黄君有很多人反对，不如由声望较高的孙先生出来更能纠合人心，对革命更为有利。”
1912年，民国初创，王之元赋诗《胜棋楼睹徐中山遗像，想今日孙中山》：“此日棋楼睹写真，革命血战扫胡尘。中山事业辉前后，谁道今人逊古人！”把明朝朱元璋的中山王大将徐达，同中华民国的开国元勋孙文并列。郭古举作诗《贺中华民国大总统》：“霹雳一声新世界，汉家旗帜五云悬。孤身去国六千里，缔造艰深三十年。令我士民齐捧日，缘公能力可回天。和风甘雨春台上，飏诵赓歌夹道传。”回叙孙的革命经历，表示对其功绩的肯定。金玉女士著《四杰赞：孙大总统中山》称：“一手劈开新世界，十旬光复旧山河。英雄未许息肩日，四海苍生患正多。”陈力铭女士作《神州四杰咏：孙中山》叹：“漂泊天涯二十年，中原让尔着先鞭。无端鄂渚秋风起，哭煞先时洪秀全。”
1912年，孙北上向袁承诺在十年内修筑铁路二十万里，袁世凯听后诧异，向亲信说：“孙氏志气高尚，见解亦超卓，但非实行家，徒居发起人之列而已。”1914年11月3日，袁在《箴规世道人心告令》中评价孙等人：“民国初年，一二桀黠之徒，利用国民弱点，遂倡为无秩序之平等，无界说之自由，谬种流传，人禽莫辨，举吾国数千年之教泽扫地无余。求如前史所载忠孝节义诸大端，几乎如凤毛麟角之不可多得。”
前立憲派谭延闿改奉革命理论後，回顾说：“我自追随孙先生左右，朝夕领教以来，才逐渐认识到，孙先生是不如我从前所听说的孙大炮，而确实一个文通中外、学贯古今的有真才实学的人，是排满、反袁、打倒北洋军阀的一个真正领导人。”:468-469
1921年，戴季陶致信因粤军内部矛盾离粤的蒋介石：“先生之所长何在也？静江与弟，皆认忠厚和平，为先生唯一优点。吾人从未见先生以己所不欲者施诸人，亦未见先生在私人关系上，对人有丝毫怨雠之心；而不嗜杀人，尤为国中与全世界政治家所仅见者。中正和平四字，殆其生性，其他思想学问之优良，皆不过为其涵养其伟大人格之工具。……弟深知之，而不能望先生之德量于什一，非不欲学也，质不如也，然甚愿与兄共勉学之耳。”
1924年4月29日，吴稚晖致信陈炯明说：“孙文从不记人之恶，几为古今中外少有。”
程家檉［一说钮永建］說孫「氣度溫和端正得很，我生平未見第二人」，吳稚暉「驚駭他的好學」:402。

#### 負面評價
1895年，孙在广州起义失败。报载称孙“有乱天下之才，所结党众，半为雄杰，况又有欧人助之”，“后患其可胜穷耶？”又如《申报》评价：“革命党以粤东逆犯孙文为首”，“为最足为害而又最未易除者”。孙“每在海外创为革命之说”，“一时信从者众”，清政府假若“再不振作也，窃恐其党潜滋暗长，一发难收。”
1906年夏，归国的出洋五大臣之一端方递呈奏折，交待海外见闻：“以奴才使事所及，明访暗查，见夫无知青年，惑其邪说，什而七八。逆贼孙文演说，环听辄以数千，革命党报发行，购阅数逾数万。……近访闻逆党方结一秘密会，遍布支部于各省，到处游说运动，且刊印鼓吹革命之小册子，或用歌谣，或用白话，沿门赠送，不计其数。入会之人，日以百计，踪迹诡秘，防不胜防。”:41-42
宋教仁認為：「蓋孫文素日不能開誠佈公，虛懷坦誠以待人，做事近乎專橫跋扈，有令人難堪處故也。」「像孫逸仙那樣的野心家做領導人，中國革命要達目的，無論如何也是不可能的。」「孫逸仙已是落後於時代的人物，不足以指導革命運動。」「黃興的優柔寡斷又誤了事，孫中山的空想再來誤事的話，革命怎麼辦呢？……黃興食言不來也無所謂，我有兵力，決不允許孫派的人踏進城門一步！」
1909年9月，陶成章发布《七省同盟会员意见书》（又称《南洋革命党人宣布孙文罪状传单》）评价孙：“窃念我同盟会初成立之际，彼固无一分功庸，而我同志贸贸焉直推举之以为总理，不过听其大言……于是彼之名誉乃骤起，彼又借我留学生之革命党，推戴之名目，《民报》之鼓吹，南洋之西洋各报馆，于是亦逐渐有纪其事、称其名者。”指责孙独霸筹款，支援起义军和《民报》不力，造成革命事业失利，故有“残贼同志”、“蒙蔽同志”、“败坏全体名誉”三项罪状。
谭延闿早年身属晚清立宪派，当时在他看来，“孙是只会讲外国话而没有读多少中国书的一个革命党人”，“所以也就开口闭口跟着一些人骂孙中山只会说大话、放大炮的一个人，亦呼孙中山为孙大炮”:468-469。
章太炎曾在《民國報》、《神州日報》评价孫「长于议论，此盖元老之才，不应屈之以任职事。」1909年，章以原《民報》社長名義發表《偽民報檢舉狀》，批评孫“恃《民报》鼓吹之文，借同志拥戴之意，乘时自利，聚敛万端。”如今“背本忘初，见危不振”。“夫孙文怀挟巨资，而用之公务者计不及一，《民报》所求补助，无过三、四千金，亦竟不为筹画，其干没可知已。”并说孙以“雲南本中國之地，而欲贈送法人。”“綜觀孫文所為，豈欲為民請命，伸大義於天下，但擾亂耳！”孫当选临时大总统后，章太炎认为「論功應屬黃興，論才應屬宋教仁，論德應屬汪精衛。」:10
1913年7月，英國《泰晤士報》駐華記者莫理循專訪黎元洪，在談及孫時，黎說：「世人對孫逸仙有錯誤的認識。在推翻清王朝的革命中他根本沒做什麼實際的工作。他返回中國時，革命已經結束。除了一些道聼塗説的模糊印象外，我幾乎沒有聽說過他這個人。除了聽到一些他的煽動性演說外，我也不知道他的政治觀點。我對他的認識只有這麼多，我認為他是個空想家。南方黨（或共和黨）決定以南京為首都建立一個名義上的政府。此舉是為了在道義上影響國內外視聽。他恰好到了上海，做了名義上的總統。當時真正的革命領袖找各種理由拒絕臨時大總統的職位，因為他們認為這一職位不會存在很長時間。孫逸仙離開中國時間長，與這裏的任何勢力均無關聯。他在國外名氣很響，因此他似乎適合這個位置。我從未聽說他對革命工作提供過什麼實質性的幫助。他的名聲在很大程度上是虛構的……」:383
1921年第二次粵桂戰爭爆發前，桂系領袖陸榮廷等人聯名通電，指控孫文「舉動悖謬」，「號招私黨，違法自舉為偽總統」，批評其「以文亂法」、「以武亂政」、「播弄天下以為快」。陸榮廷等人還指孫中山與「俄過激黨訂立私約」，推行「勞農政策」，煽動共產思想，破壞傳統倫理，最終「禍國禍民」。桂系將領亦呼籲北京中央政府及各地輿論「共殲醜類」，一致聲討孫文。
1924年，孫執政廣州期間，部分廣州團體對其政策提出尖銳抨擊。有香港社論指出孫政府將廣州從「莊嚴璀璨的市區」變為「恐怖世界」，指責其背離三民主義承諾，未能帶來幸福，反而壓迫人民，認為其搜刮民財、縱容軍隊，導致民生凋敝。社論還批評孫中山欲轉向共產主義，缺乏一貫宗旨，呼籲廣州市民「自決」推翻「不良政府」。到10月廣州商團事變後，孫則面臨來自廣東及香港等親商界或親陳炯明團體的強烈抨擊。11月，“各界救粤聯合會”在香港發出通電，列舉孫文「禍國禍粤」十一大罪狀，指控其搖動國體（擅組政府、改國旗）、妄行共產主義（與蘇聯合作、宣傳赤化）、縱兵殃民（軍隊擾民、焚燒城鎮）、摧殞民治（解散議會、鉗制輿論）、破壞金融與民產（濫發紙幣、沒收財產）、大開煙賭、摧殞教育與實業、破壞司法，以及暴力鎮壓商團（焚燒商戶、勒索罰款）。通電稱孫的政策導致廣州及周邊地區經濟凋敝、民生困苦，數萬人流離失所，部分商民遷往港澳。
以犀利筆鋒和諷刺性評論聞名的北京記者林白水，在孫1924年底到北京后，曾發表多篇針對孫中山的諷刺文章，如《歡迎孫中山》、《吾人對中山先生之敬意》、《孫中山之肝火》等，對孫晚年在廣州的作為多有批判，特別是其與共產黨的合作、依賴武力及與商團衝突引發的慘劇。他認為，國民黨因部分共產黨加入而“自殺”，孫受共產黨“誇大之詞”影響，誤信其宣傳，試圖通過建立廣州軍官學校培養青年力量，卻導致政策失誤，如商團購械事件引發“政府焚殺商團之大禍”，使其在廣州“信用一落千丈”。林更以諷刺口吻，將廣州西關兵火慘劇歸因於孫中山“肝火”過旺，稱其“心肝，已經變成木質”。他還批評孫中山在廣州組織元帥府、豢養軍隊，儼然成為“軍閥之一員”，與其民黨首領身份及三民主義主張相悖。林白水認為，孫中山的失敗部分源於其“愈失敗，愈走入空曠博大之路，乍作冒險之舉”，以及受俄國人誤導，未能深刻理解中國社會現實。
包惠僧：“共产党与孙逸仙代表两个完全相反的阶级，两者之间是无法妥协的。因此对待孙逸仙应该与对待北洋军阀一样，甚至还要厉害点。”

### 外国方面
1896年10月23日，孙从伦敦清使馆获释，即接受英媒记者采访。一位記者寫道：「他……一副文弱的相貌。然而他有一張格外令人喜歡的臉孔，他的雙眼異常明亮。」另一位記者说：「孫逸仙大概是黃種人中容貌最溫文的，有著不難想像的那種孩童般的天真和溫顺。……他在獲釋後接受大家對他的祝賀時，他那雙黑眼睛閃爍著愉快的光芒。」还有記者對清政府绑架孙感到不可思议：「孫逸仙穿著優雅的、精心裁製的大衣和西服，戴著一頂顯然是西方式樣的黑色軟呢帽子，他的這身打扮，讓他看起來並不像清使館所描繪的那種東方暴徒的樣子。」另一位記者评论说：「孫逸仙說話很慢，但英語說得非常漂亮。」各报为孙打造出富有魅力的君子形象。:639
1897年3月23日，《纽约时报》评价：“孙先生展示了他作为一个东方人的才能。”:318
1897年，日本俠士宮崎寅藏在東京首次謁見孫並𣈱談革命計劃後稱：「余首肯，余心折，余私自懺悔。彼其胸中，且數萬甲兵；彼其度量，可容卿百輩；彼其手腕，可以揮斥八極而無怍；彼其容貌，可以備具四時而有餘；余無以盡之矣！『百年老樹中琴瑟，一斛舊水藏蛟龍。』孫君者，可謂東亞之珍寶也。我島國民，所謂俠，所謂武士道，大和魂者，皆不足當一笑。嗚呼！不愧死，其亦當羞死！」:54甚至称道：“如孙逸仙者，实已近天然纯其境界之人也。彼之思想何其高尚，彼之识见何其卓越，彼之抱负何其远大，而彼之情感又何其诚挚! 我国人士中如彼者究竟能有几人？是诚东亚之珍宝也。”1905年6月4日，孫自巴黎致書宮崎，告以即將自馬賽搭輪東歸，不久即可與其「抵掌而談天下大事」:193；宮崎大感興奮，遂約晤宋教仁等私宅，盛讚孫「志趣清潔，心地光明，現令東西洋殆無其匹。」:65-66
1902年2月1日，英属香港《德臣西报》报道：“举世闻名的中国改革家孙逸仙已返回本殖民地。……鉴于最近一位香港改革者被绑架，以及一位担任教师的改革者在结志街被暗杀，他来到如此接近中国的地方，正冒着极大的危险。他这样做，似乎是为了进行某种十分重要的活动。”
1903年，日本人田野桔次分析中国时势，评价：“今日新党界中，稍有革命家之体面者，仅孙文一人。”:116
1903年12月14日，美国火奴鲁鲁《太平洋商业广告报》报道孙在中国城演说：“人们以极大的热情欢迎孙博士和他的讲话，他的演说常常被热烈的掌声打断。戏院里挤得水泄不通，每一个角落都挤满人，连过道和戏台上都站满了人。……他态度温和、仪表动人，使人一看到他就有好感。他演说时，用手势加强印象。他完全能够掌握并控制群众的情绪，一点儿也不像那种极端的狂热分子。他很冷静，泰然自若，讲话条理分明，是一位辛勤刻苦的思想家。他是一个天生的领袖人物，通过领导革命者秘密集会和率领一队队的革命者同满清帝国的军队进行激烈的战斗，他已被公认为革命的领袖。”:210-211
1911年10月，武昌起义爆发，各国驻汉口领事起初视武昌军政府作“义和团”，德国领事甚至主张向武昌民军开炮，此事为法国领事罗氏（Ulysse-Raphaël Réau）所阻。据田桐记述，罗氏与孙中山熟识，“适刘仲文草一布告，署临时大总统孙文之名”，罗氏在会上声称：“武昌布告，临时大总统为孙文。孙文，我之老友也。其人所言，主张共和政体，甚有规模，安可以义和团目之？”各领事团遂严守中立，并颁布中立文告。:397
1911年10月12日，《纽约时报》报道辛亥革命：“过去数月在中国四川等地爆发的革命现在已经开始扩大，这是一场推翻帝国并建立共和国的联合运动。如果计划不失败，那么著名的流亡革命家、反满清政党的领导人孙逸仙将被选为总统。”13日，孙在圣路易城阅报云：“武昌革命军为奉孙逸仙命令而起者，拟建共和国体，其首任总统当属之孙逸仙。”14日，丹佛市《每天新闻》发布《中国未来的统治者到访丹佛，清王朝悬赏十万美元买孙逸仙的项上人头》，称孙为“担负着中国新共和国责任的中国革命领袖。”“他有时叫孙文博士，但准确的名字是孙逸仙。”“来自旧金山的新闻，革命宣告成功，孙将成为中国未来的大总统。”“他个子不高，偏瘦，比一般中国人稍黑，脸上有一个显著的高颧骨，穿着黑衣，戴礼帽，没辫子像个日本人，讲一口流利的英文。”:10欧洲的电讯则说：“中国国民视孙中山为中国华盛顿，彼一到中国，必被举为总统。” 
1911年11月1日，日本《中央公论》第11号上发表西本愿寺中国布教僧水野梅晓的《孙逸仙在长江一带的声望》一文，称在过去三年间，游历湖南、湖北及江西三省时，有一位毕业于日本陆军士官学校的新军军官称：“长江一带，民族主义思想风起云涌，他们都崇仰孙逸仙，并愿在他手下为达成汉民族的独立而奋斗。”而湖北政界中热衷于地方自治的少壮派政治家认为“真正能够救清国，为汉人谋幸福的，说实在话只有孙逸仙其人”，“湖北的政界，把孙逸仙几乎当作神来尊敬”。最后总结称：“我旅行长江一带，发现学界、军界、政界，而至于贩夫走卒，都具有革命思想，尊敬孙逸仙如神如救星是事实。由于我不认识孙逸仙，所以就不敢论其人物，但我相信，孙逸仙这种声望、受尊敬，绝非来自策略，而当是孙逸仙的天爵和天位。”
1911年底，辛亥革命的影响传至日本，内田良平赞扬“中国的革命是20世纪世界局势中最大的变动，等同于18世纪的法国大革命所引起的欧洲大陆形势变化。中国的革命将促使亚洲各国的局势改观，其结果对世界机运消长的影响，不可等闲视之。”:137而孙中山“是一位学问渊博，知识广泛，镇定自若的出色绅士。……他身先士卒，实践革命。前年镇南关之役，孙亲自督师前线，可见其不愧是革命党的伟大领袖。”:160池亨吉说：“此次武昌的变乱，虽属突然，但其活动完全遵照革命方略，其行动计划亦步步按孙文之意而动。”:59-60犬养毅称赞孙“极力笃行自己信奉之学说，坚持共和主义，高举平等旗帜。……余素知其人，可以断言彼为难得之人杰。”:69-70根津一评价：“孙逸仙其人既富智谋，又有胆略，亦具学识，实为出色之人物。……尤其是作为人数众多的革命党之领袖，十年如一日，始终对其信念坚持不渝。”:141
1912年，康德黎著《孫逸仙與新中國》一書，其中說：“孫逸仙在事實上，好幾次常在掙扎中討生活，沒有一種自天而降，免除苦鬥的力量，足以成全他的命運。……他曾是一個被棄者，遠離家國，時而逃避於甲國，時而又逃避於乙國，全宇宙似乎沒有他的立足地。”“何以聰明的華人，竟然聽從他？……就是因他為人光明磊落，愛國眞忱，性格誠實，為國效忠，鞠躬盡瘁，死而後已。”“無論怎樣，他具有比地位、金錢、或敎育所能賦予還重大的力量。”“歷史對他自有相當位置，但今日之旁觀者，殊難判定應歸他的功勳，究有幾何。”:584并在书中坦承：“我从未见过孙逸仙那样的人。如果要我举出我所知的最完美的人，我会毫不犹豫地说：孙逸仙。他总是我们家里最受欢迎的来宾，孩子们和仆人对他都很尊敬。他态度和蔼、谦谦有礼，常为他人着想，谈吐风趣、风度恰人，以一种无法形容的方式将人吸引到他这一边。这令我想到他是奉献给他所从事的事业的一个独特的存在。”
1912年3月，美国传教士阿瑟·贾德森·布朗博士出版《中国革命》(The Chinese Revolution)，是西方人士最早介绍中国辛亥革命的著作。书中称道孙的动员能力：“中山先生是那样富于人格魅力，他这样一个没有任何官衔的、原本籍籍无名的人，一个被帝制政府视为罪犯而追捕不断的人，一个具有高额赏格惹来暗杀者垂涎不菲报酬的人，似乎有法术护身，其所到之处必能获得同胞的保护和慷慨解囊，也必能说服精明的外国资本家为其革命理想提供巨额贷款。他经常造访旧金山与纽约，与财雄势大的中国商人和外国金融家们侃侃而谈，向人山人海的中国听众发表激情澎湃的演讲。”“孙中山先生在辛亥革命及其后的变故中发挥的作用也值得高度赞扬。……能够视名利如粪土主动让贤，此种胸襟深深慑服了许多野心勃勃的革命派领袖。革命派领袖们叹服于中山先生的领袖风范、高超智慧和宽厚人格，以及他毫不利己的动机背后释放出的无与伦比的道德力量。像孙先生这样集多种崇高美德于一身的伟人世间罕有。”
1912年7月15日，《涅瓦明星报》刊载一篇孙关于和平土改讲话的译稿，列寧遂在《中國的民主主義和民粹主義》一文中承认孫“是充滿著崇高精神和英雄氣概的革命的民主主義者”，“热烈地同情被剥削劳动者，相信他们是正义和有力量的”。但他批评孙的理论：“从学理上来说，这个理论是小资产阶级‘社会主义者’反动分子的理论，因为在中国可以‘防止’资本主义，认为中国既然落后，就比较容易实行‘社会革命’等等，都是极其反动的空想。”列宁认为必须“批判孙中山的小资产阶级空想和反动观点”。
1912年10月28日，高尔基写信给孙说：“我为您的工作所获得的卓越成就，谨向您致以衷心的祝贺。全世界一切正直人士都瞩目于您的工作，满怀关切和喜悦之情，并惊叹您这位中国的赫拉克勒斯［希腊神话中最伟大的半神英雄］。”:336
1913年1月，美国传教士明恩溥评论：“中国能拥有孙文博士这种人，那真是一种了不起的财富。他长期并且无私地投身于拯救自己国家的事业之中，在得到最高的荣誉之后，又能毅然决然地全身而退。”“尽管他的铁路计划，在任何一个在世之人的有生之年都不太可能实现，但是，中国人能为自己明智地勾勒出一个光辉的远景，这本身就标志着一个新的纪元。”
1913年二、三月间，孙来到日本介绍中国革命的经验，鼓舞了日本当时如火如荼的护宪运动，激励了日本人反对藩阀、争取宪政的决心。:351日本诗人写了一首《给孙逸仙的诗》，赞美道：“呜呼！一世之鼓吹家，无冕的革命王孙逸仙！乞月淹留二月春，待日本宪政花开时，采一枝樱花来相赠。”日本学者稻垣伸太郎认为：“在大正新时代的新政治之一，就是要去除藩阀、官僚这些明治时代留下的弊害，进行政治上的一大革命。也就是说，大正维新意味着第二个中国革命。”
1913年5月，時美國駐上海總領事桑頓·懷爾德向在北京的駐華代理公使報告孫的一次談話：「當來訪者說，萬一發生內戰，日本突然襲擊滿洲，孫中山答稱『滿洲並非整個中國』。有人提出警告，俄羅斯屆時將完成對於蒙古的接管，孫中山說『留下的地方才是真正的中國』。」懷爾德評論：「這位受到哄騙的人已經把自己絕對地投入到日本人的手中了。」:810
1914年，台湾苗栗事件主事者罗福星临刑前，于狱中写了一首《祝我民国词》，把“中华民国孙逸仙救”八个字嵌于句首：“中土如斯更富强，华封共祝著边疆；民情四海皆兄弟，国本苞桑气运昌。孙真国手著初唐，逸乐中原久益彰；仙客早贻灵妙药，救人千病一身当。”
1922年，英国著名历史学、哲学家伯特兰·罗素揭露英属报刊有意制造于孙不利的报道消息，他在《中国问题》中写道：“无疑，孙过去的经历表明他是一个真正的爱国主义者，而广州政府是中国最好的政府，这也是无可怀疑的。但我们报端所载有关这方面的报道却有意留给读者虚假的、不利于广州政府的印象。”并点名批评《泰晤士报》将孙的部队描绘成暴民，就起到了这样的效果。:201
1923年2月20日，孫赴香港大學發表演說，港大學生會主席何世儉致歡迎詞云：“用任何言語介紹孫中山先生皆無必要，因孫中山先生的名字就是中國的同義字。孫中山先生的經歷如用書本記載下來，無疑的將是最吸引人的事跡；如果愛好自由是偉大的考驗，那么孫中山先生將与偉大共存。因此現在我們面前的，就是這么一位中國的偉人，一個真正的君子，和一個胸怀廣闊的愛國者。”:4246
1924年2月，苏联顾问鲍罗廷在给共产国际的报告中说：“孙反对剥夺地主，他打算在保持古老的土地关系的同时，借助于税收和赎买来消除土地占有和土地使用中的不公正現象。……国民党的民生主义被他们完全叫错了，它的实质就是通常的小资产阶级的改良。”:424-425又说：“到现在为止，能够在多大程度上把民族主义革命者孙从小资产阶级的空谈家中拯救出来还很难说。有时我觉得，无论给这头老狼喂多少东西，他还是盯着‘自由民族’，他始终期待着以此来拯救中国。”:434
1925年1月31日，已卸任日本遞相的犬養毅於東京回憶稱：「孫實不愧為一廉潔之士，處世接物，既決無半點私心，且又常以實現其理想為懷，其為自己之主義而苦戰奮鬥，備極勞瘁者，蓋數十年。雖其所志未克盡伸，然其勇往直前之氣，固數十年如一日也。」:123犬養毅还曾如此评价孙：“孙逸仙能为中国革命党领袖的原因，有下列几个特点：他是一位诚实，不说谎，言行一致的人物；他笃信自己的学说，提倡共和主义，树立平等的旗帜。这是谁也不能动摇的，也是亿万黄金不能买的。他的这种人格，可能由宗教信仰上而得来的，以这种伟大的人格，有笼盖无数人心的威力；清廉节俭，不爱金钱。”
印度革命党内负责宣传工作的建新，曾经在东京、上海等地多次拜会孙。建新十分推崇孙，称孙是“亚细亚洲的精神领袖”，兼备“孔佛耶三者之人格”。
流亡中国的韩国独立运动人士申圭植，在辛亥革命胜利后作有《赠孙中山》：“荆天棘地一身轻，楚水吴山路不平，铁血疆场当日愿，数千万口是同声。”和《祝孙总统中山》：“共和新日月，重开旧乾坤。四海群生乐，中山万世尊。”1912年4月，申圭植在上海会见孙中山，并在会上激动喊出：“中华民国万岁！”“亚洲第一位总统万岁！”表达了中韩两国革命者的友谊之情。
菲律宾起义军代表马里亚诺·彭西赞扬孙：“对孙逸仙说来，远东各国的问题是可以在一起研究的。这些问题具有许多共同特点，因此，孙是朝鲜、中国、日本、印度、暹罗和菲律宾青年学生的热情赞助者之一。”:53
澳大利亚记者威廉·亨瑞·端納，在辛亥革命后记述他亲历孙首次披露全国铁路计划的情形时写道：「从这张地图完全可以看出，他不仅狂妄透顶，而且简直是个疯子。他完全不切实际，缺乏常识，对自称目前正在开创的事业没有最基本的了解。这幅地图包括西藏、蒙古和中国西部最边远的地区。孙煞费苦心地用毛笔在各省及其周边地区的地图上画了许多线条。他用双线标出从上海到广东沿海岸方向的铁路线，方向一转，铁路线越过崇山峻岭直抵拉萨，然后穿过西部直抵边界，又蜿蜒曲折地进入新疆，到达蒙古！他画的另一条铁路线是从上海经四川到达西藏。还有一条经戈壁滩的边缘抵达蒙古。他还画了从北到南，从西到东的许多线。无数细线遍布各省，经过孙加工过的地图成了一幅怪诞的中国智力游戏拼图。孙席地而坐，向我介绍他的计划。当他坐在那儿的时候，我想，这个中华民国第一任大总统竟会演出这么愚蠢的一幕，简直不可能。他真的疯了！唉，问题不在于他画的地图。如果有足够的时间和资金，他画的每一条线路，即使是更多的线路，都可望修建。问题在于，他竟异想天开，认为外国资本家能够提供充足的资金，在10年内将这些铁路建成！」:381-382
上海一位国外籍铁路工程师H·T·福尔德写道：「听说孙逸仙有一套修建铁路的计划，于是我就主动与他结识。在我的印象中，他缺乏政治家的才能；与他交谈之后，这种印象更加强烈。我发现他头脑简单，当然不是一个危险人物，只是一个徒有虚名的党魁。该党受到广东势力的控制，可能惹麻烦。」:381
英國《泰晤士報》駐中國特派員莫理循，1911年時支持袁世凱，對孫態度極不友好，英國政府根據其報告和建議，采取支持袁世凱的政策。直到莫理循逝世前夕，他才邀請康德黎到他的倫敦住所裡，正式表達歉意：「如果我在多年以前，像現在一樣欣赏孫逸仙的人格，中國的歷史就可能改写。我希望你能把我這看法公布于众。」:572

## 後世評價

### 中國國民黨評價

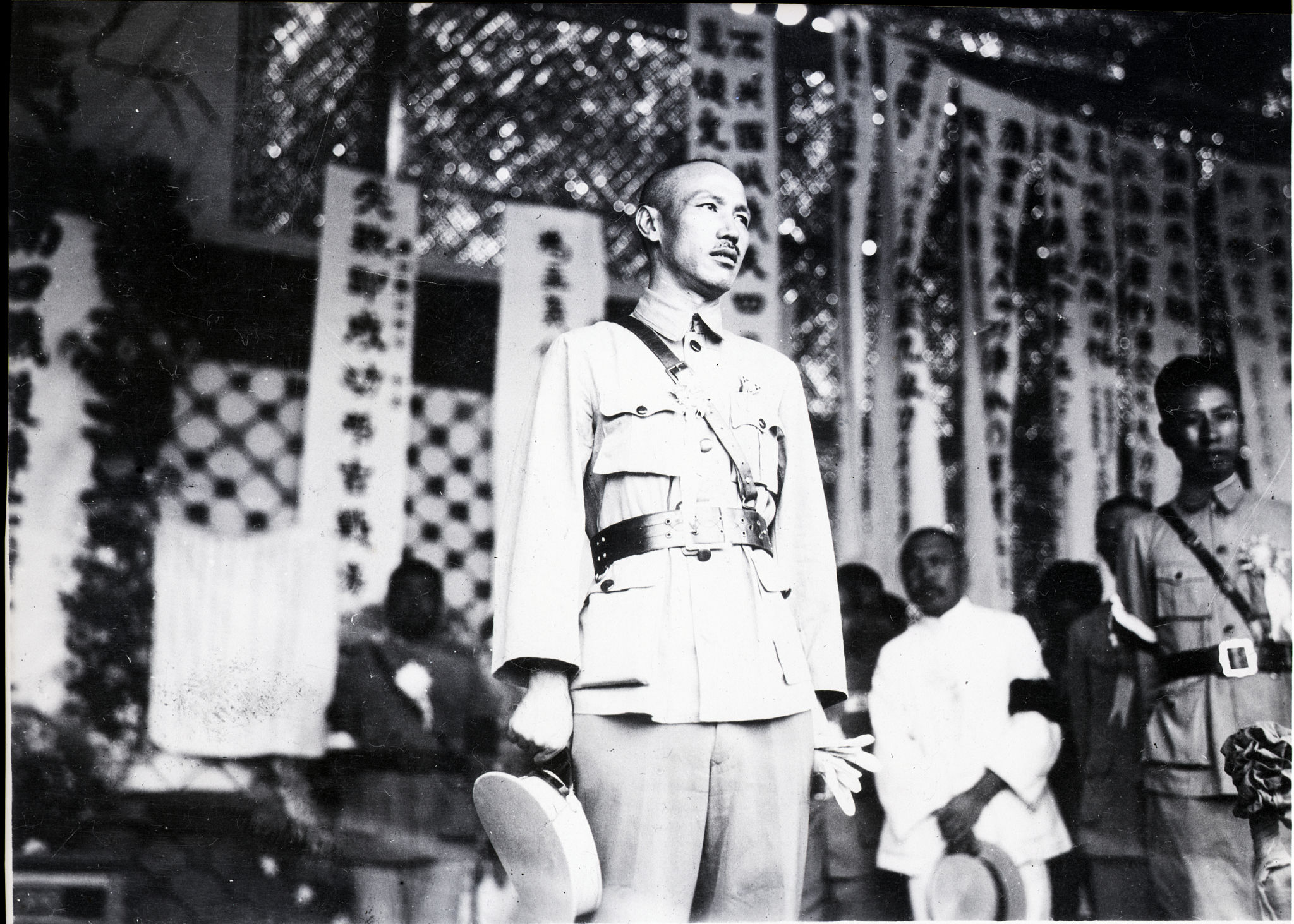
1928年8月4日，蒋介石在孙中山墓前祭奠。

张继回忆：“总理在临时总统期内，诸事由克强作主，总理毫未改本来面目。群众开会时，总理偶参加，仅坐会场前列，并未特置台上坐位。而诸同志仍呼为‘先生’，甚少呼大总统者，气度使然，并非有人教之也。”:2994
胡漢民回憶：「總理對於一般同志都很和氣，從無疾言厲色。……總理在許多事情上，自己的主張非常堅決，並無遷就的餘地，但別人若有反對他的主張的，他仍然和顏悅色地對人反覆解釋。」:604
林森回憶：「總理對他的革命主張和三民主義雖然十分堅持，必須貫徹到底，但是他待人接物，可是十分博大寬厚，無所不容。無論同志之間，或是敵人，祗要表示誠心接受他的主義，對於他們已往的過失，是決不計較的。」:180
1925年3月12日，李烈钧在北京参与主持丧事，并亲拟挽联：「才逾汤武，功盖桓文，九万里震威名，天授如斯！前无古人，后无来者；出秉节钺，入赞戎机，二十年共患难，山颓安仰！上为国恸，下为私哀。」
1925年4月12日，蔡元培在伦敦举行孙中山追悼会，致词说道：“我们信仰孙先生，敬爱孙先生，并不是因为孙先生的五官四肢有特别惊人的形式，无非因孙先生有卓越的识见、强毅的魄力、豁达的度量，可以使我们信仰与敬爱。”:425称赞孙为共和而革命，不再是帝王将相的重复。认为孙意志坚韧，抱定主义，奋斗不懈；待人宽容，即使从前反对他的人，一旦肯赞成他的主义，他就引为同志。:427并在会上比喻：“孙先生的体魄，我们就是有法保存，也无法候他活动了。然而，他的精神，还是活现在我们的精神上。”提醒大家应以其精神为标的，以实现其主义为最佳纪念。:427
1925年6月，戴季陶发表《孙文主义之哲学的基础》，对孙评价：“就先生个人自身来说，可以用三句话包括起来，是学不厌，教不倦，行不惑。……先生是有特殊的政治天才的人，所以四十年来，所作的革命事业，和所发表的政治意见，非常伟大精深。在研究中外圣贤的思想上，分析得清清楚楚。”“先生的思想是爱中国人，先生的信仰也是爱中国人，先生的力量也是爱中国而生。把这一个爱中国人的心推广起来，就是爱全亚洲的被压迫民族，爱全世界的被压迫民族，推到极处，就是爱一切人类。”“中山先生的思想，完全是中国的正统思想，就是继承尧舜以至孔孟而中绝的仁义道德的思想。在这一点，我们可以承认中山先生是两千年以来，中绝的中国道德文化的复活。”
1926年3月12日，陈布雷为纪念孙逝世一周年，发表讲话勉励众人，告诫勿将孙作高不可攀之超人，而应效法其修养、继承其精神，方可“以慰中山之灵爽而竟其未竟之志业”：“中山不以超人自居，亦不以超人望人。唯孜孜兀兀，激于悯世爱群之热情，作兼人之工作，与困难相搏斗而已。……中山之性格，可以其日常所御之平凡的服装代表之；中山之行事，切实简毅，可以其莫利爱路朴质之家屋代表之。而其蕴蓄繁富，无所不包，则却与其错综复杂之历史相称焉。是以评中山为伟大，吾人是认之，然此伟大为心胸之伟大，可煅练而得者也。评中山为祟高，吾人亦是认之，然而非高不可攀之谓。其所以崇高，乃其认识吾国有文化之独真，发展吾民族优点之独至，初亦非有甚深之玄妙也。”:298
1930年2月23日，石瑛在总理纪念周上说：孙生活简朴，亡命时甘愿受苦；为革命激烈宣传，同时好学不倦。“所以，当他身故之后，除了他手创的党国而外，私人的财产只有一栋旧屋、几万卷藏书。再从这点看来，不又是我们的模范？反看现在吧，有些误解革命的，以为革命只要喊口号贴标语就够了，书是尽可不读的，所以把一切事情弄得东倒西塌，变成四不像的人物。在这里，想到总理在困穷时代、万忙时代，犹能手不释卷的轶事，能毋慨然？”
1934年9月9日，蒋介石在庐山发表《军人应确立革命的人生观》讲话，念及孙时说：“歷史上凡是能夠維持或發揚整個民族的人，他個人生命，也就格外放出光彩，照耀千秋永垂不朽。例如我們總理，是我們大家親眼看到的。他自民國十三年去世到現在，已經十年，試問那一個人會忘記了他？到現在全國四萬萬同胞，還有那個人不尊信他的三民主義？這不就是他永久的生命的存在嗎？而且在他死後的生命，反比生前生命更為偉大更光榮！當其在世時，不僅一般反對派敵人對他攻擊毀謗，不遺餘力，就是全國民眾，也有很多人不了解他。……現在他雖已去世十年，只是軀體不見了，而他的生命，卻寄託在我們一般革命黨員革命軍人和一般的國民身上，一天比一天更能發揚光大！不但無人再敢輕蔑他，並且無不尊敬他信仰他，他的生命不但沒有死亡，而他的生命的光輝，且永遠照耀著整個民族生命的洪流，滾滾不停的日增其偉大。”
1940年代，居正评价孙说：“孔子以后，没有一个人能够创造一种主义，以领导民族趋于康乐之境的。孔子因为能够删诗书、定礼乐，集尧舜禹汤之大成，而成为儒人，为后世所推崇。孔子以后，能如孔子之有创造以救国救民为职志者，首推国父。”:676“国父手创三民主义，博大精深，和平中正，实为救国救民救世之极轨。言其要义，即对外求中国之国际平等，对內求人民之政治经济平等。”:680“数百年以后，后人之崇拜国父，必比今人之崇拜孔子为尤甚。”:676
中國國民黨对孙部分涉日言论予以否认，称《東亞先覺志士傳記》出自日本黑龍會，里面内容存在捏造言论，目的是為了使日本發動侵華戰爭合理化。又称，孫当时連被日本侵占的臺灣都主张在中國版圖內，何況中國主權仍存的東三省。:430蒋介石称，1914年在东北考察时，孙曾告诉他东北和台湾都需交还给中国。对于孙与日本的盟约案，日方坚持认为有据可查，而中国大陆和台湾的部分学者則否认。日本《產經新聞》連載《蔣總統秘錄》，也質疑其真偽。
2021年10月6日，朱立伦就任中国国民党主席次日表示，中国国民党全体党员，一定秉持孙创党精神，不怕苦难，愿意为国家、民族、民众牺牲奉献。孙在126年前创立兴中会，后成为中国国民党，又在110年前创建中华民国，每位同志都应捍卫中华民国、保卫国民党，因为中华民国自由民主的精神，就是孙文精神。中华民国永远坚持公平正义的理想，这也是孙努力的目标。

### 中國共產黨評價
李大钊说：“中山先生的人格伟大，无论是他的朋友，他的信徒，他的仇敌，都没有不承认的。”:844
中共早期领导人赵世炎说：“孙先生是创造民国的元勋，这是三岁小孩和万恶军阀都是承认的。”:245
张友渔说：“一般反革命的人们，如研究系也者，都骂孙中山先生为孙大炮。他们的意思，或者是讥笑孙先生好为大言吧。”又说：“革命党与大炮是极有关系的，若研究系者，真不配放大炮啊！”“再进一步说，今日的中国，实嫌放大炮的人太少了。无论在思想上、政治上、社会上，都有许多洗不尽、扫不完的垃圾，非用大炮轰去不可。大炮之名，又何必避呢？故孙中山被称为大炮，适足见他的伟大，放冷箭的人们，可以休矣！”:10
1925年4月12日，劉少奇代表漢冶萍總工會出席廣州各界舉行的孫中山先生追悼大會，在會上演説，稱中國國民尤其是工人受帝國主義壓迫；中山先生領導我們向帝國主義進攻；帝國主義倒了，我們國家才可以獨立自由；中山先生雖然死了，但中山先生的革命主義是永遠不死的；從今天開始我們要更加聯合起來去完成此革命事業:33-34。4月，劉少奇在《中國工人》第四期上發表〈悼孫中山先生〉，稱孫中山先生是為中國民族謀獨立自由、向帝國主義與軍閥行猛烈攻擊之國民革命領袖；他尊重勞工利益，頒布工會條例，發表輔助工人團體發展的宣言；他的逝世加重了中國工人階級以後的責任；我們要擁護中山先生的主張，依照中山先生的策略，繼續中山先生「革命數十年如一日」的精神，整齊隊伍，不斷向帝國主義與軍閥奮鬥；中山先生的主張，工人階級的勝利，仍然在我們的努力奮鬥中實現:35。1951年冬，劉少奇去南方休養時，到南京瞻仰中山陵並獻了花圈，到上海又參觀孫故居。宋慶齡邀請劉少奇夫妇到她上海的家裡作客，談起了孫。劉少奇說：“孫中山先生是偉大的革命家，是我們的老師。我們現在實行的新民主主義就是繼承了孫中山先生的新三民主義。”
1945年3月31日，毛澤東〈對《論聯合政府》的說明〉稱：「對孫中山講得是否太多了？不多。我們要善於引用他，這沒有害處，只有好處。……他的遺囑中『喚起民眾、聯合世界上以平等待我之民族』這兩條是基本策略，他關於民主講得最好，要為一般平民所共有。美國共產黨現在把華盛頓、林肯都當作自己的旗幟，我們就有孫中山，而且有一段姻緣，曾經和他合作過。內戰時期不講他不能怪我們，因為那時我們被打倒在地上，不把孫中山丟開自己就站不起來，如同五四時期打倒孔家店一樣。現在不同了。對黨內一些人存在不尊重孫中山的情緒，應該說服。」:274-2751945年4月24日，毛澤東〈在中國共產黨第七次全國代表大會上的口頭政治報告〉稱：「在十年內戰中不要孫中山，這也很難怪，因為我們的力量小得很。在抗戰初期，我們的力量也還小，所以那時候我們要孫中山所發生的影響不大，因為人家還看不起我們。將來我們的力量越大，我們就越要孫中山，就越有好處，沒有壞處。我們應該有清醒的頭腦來舉起孫中山這面旗幟。」:321-3221949年9月30日，毛澤東《中國人民大團結萬歲》：「一百多年以來，中國人民的先進分子，其中杰出者有如領導辛亥革命的偉大革命家孫中山先生，為了推翻帝國主義和中國反動政府的壓迫，領導廣大的人民，進行了不斷的鬥爭，百折不撓，再接再厲」:8。1952年8月4日，毛澤東《團結起來，劃清敵我界限》（在全國政協一屆常委會第三十八次會議上講話要點）：「孫中山先生是個好人，但他領導的辛亥革命為什麼失敗了？其原因：一、沒有分土地；二、不曉得鎮壓反革命；三、反帝不尖銳。」:66-69:21881956年11月12日，毛澤東為紀念孫中山誕辰九十周年寫《紀念孫中山先生》：「孫先生是一個謙虛的人。我聽過他多次講演，感到他有一種宏偉的氣魄。從他注意研究中國歷史情況和當前社會情況方面，又從他注意研究包括蘇聯在內的外國情況方面，知道他是很虛心的。他全心全意地為了改造中國而耗費了畢生的精力，真是鞠躬盡瘁，死而後已。像很多站在正面指導時代潮流的偉大歷史人物大都有他們的缺點一樣，孫先生也有他的缺點方面。這是要從歷史條件加以說明，使人理解，不可以苛求於前人的。」:311-3121939年5月4日，毛澤東在《青年運動的方向》稱：「中國反帝反封建的資產階級民主革命，正規地説起來應該是從孫中山先生開始的。」毛泽东曾因与江青结婚受到反对一事表示，（反对者）“说我无非是吃喝嫖赌，孙中山能够，为什么我不能够？”
1956年11月11日，朱德在人民日報撰《紀念中國偉大的民主革命導師孫中山先生》寫道：“孫中山先生在四十年的革命鬥爭中充分地表現了堅決和勇敢的革命精神。他不怕困難和失敗，他在遭受失敗後，又整頓好革命隊伍，重新走上戰場。孫中山先生能夠隨著歷史的變化不斷地進步，由早期的主張推翻皇帝、建立民國而進到晚年的提出聯俄、聯共、扶助農工的三大政策，由倡導民主革命而進到主張實現世界大同。在孫中山的一生中，他的革命精神永遠是在前進的。”
鄧小平的談話將孫的偉大的歷史功績概括為兩個方面：一是孫中山領導辛亥革命，結束了中國兩千多年的封建帝制，二是開創國共合作，導致了北伐戰爭的勝利。
1996年孫誕辰130週年紀念大會上，江澤民就指出：“孫中山先生是傑出的愛國主義者和民族英雄，是中國民主革命的偉大先行者。他在我國各族人民和一切愛國人士中享有崇高的威望。”、“孫中山先生代表著一個時代。”
胡錦濤指出：“孫中山先生說自己『愛國若命』，『生平以愛國為前提』，充分體現了一位真正愛國主義者的偉大情懷。”談到孫中山一百多年前第一個喊出的“振興中華”的口號，胡錦濤說：「他畢生的追求就是實現中華民族的完全獨立和中國的民主統一，並通過中國人民自己的奮鬥，改變中國的貧弱處境，將中國建設成為現代化強國。」胡錦濤進一步指出：“孫中山先生的一生，是為近代中國的民族獨立、民主自由、民生幸福而無私奉獻的一生，是為實現國家統一、振興中華而殫精竭慮的一生。孫中山先生追求真理的開拓進取精神和矢志不渝的愛國主義情懷，孫中山先生天下為公的博大胸懷和放眼世界的開放心態，孫中山先生生命不息、奮鬥不止的堅強意志和鞠躬盡瘁、死而後已的高尚品德，是他留給我們的寶貴精神遺產。在我們為實現中華民族偉大復興而奮鬥的征程上，這一精神遺產仍然具有重要的啟迪和教育意義，值得我們永遠學習繼承和發揚光大。”
習近平指出，孫先生領導的辛亥革命，結束了在中國延續幾千年的君主專制制度，為中國的進步打開了閘門。2021年10月9日，习近平在辛亥革命110周年发表重要讲话，强调孙是「伟大的民族英雄、伟大的爱国主义者、中国民主革命的伟大先驱」。

### 中國青年黨評價
曾琦：“中山先生為手造民國之元勳，吾人苟非復辟黨徒，自不能忘此艱難創業之先輩。中山先生非徒為一黨之領袖，實係全國之導師。”并在上海醒獅週報发文：“我國人處於專制政體之下，歷數千年，久已養成服從性質，絕少革命精神，是以滿清以胡人入關，竟得宰制我華夏二百餘年。……苟非中山先生出而倡導革命，恐吾人至今猶為滿清皇室之民，無復有自由平等之可言。”“而予所佩服者，尤在民國以前組織同盟會之時，不主君主而獨倡共和，毅然打破數千年家天下之陋習，此雖由中山之明瞭世界大勢，不愧先知先覺；而亦足見其淡於權利思想，富有犧牲精神矣。綜中山一生，未嘗有暇逸之日。清末革命之時，猶可謂為勢所迫。民國成立以後，巍然為國元勳，苟中山不再革命，夫誰得而迫之。而中山雖處無權之地，未嘗耽於安逸，無時不在計劃革命，以期實現其理想。此犧牲精神之表現，吾輩所最宜效法者矣！”:594
左舜生：“吾人讀孫文學說，中山自述革命之經過，其字裏行間，雖表現無限之危難艱苦，但一種邁往無前之氣概，雷霆精銳之精神，實挾有無限力量。然以一身冒萬險，以企圖此‘中國命運問題’之解決，雖苦戰奮鬥四十年，大功尚未及半。但有此偉大之人格，以昭示來茲，吾信中國之青年，必有以慰此先覺於地下者。”:594

### 近代中国名人評價

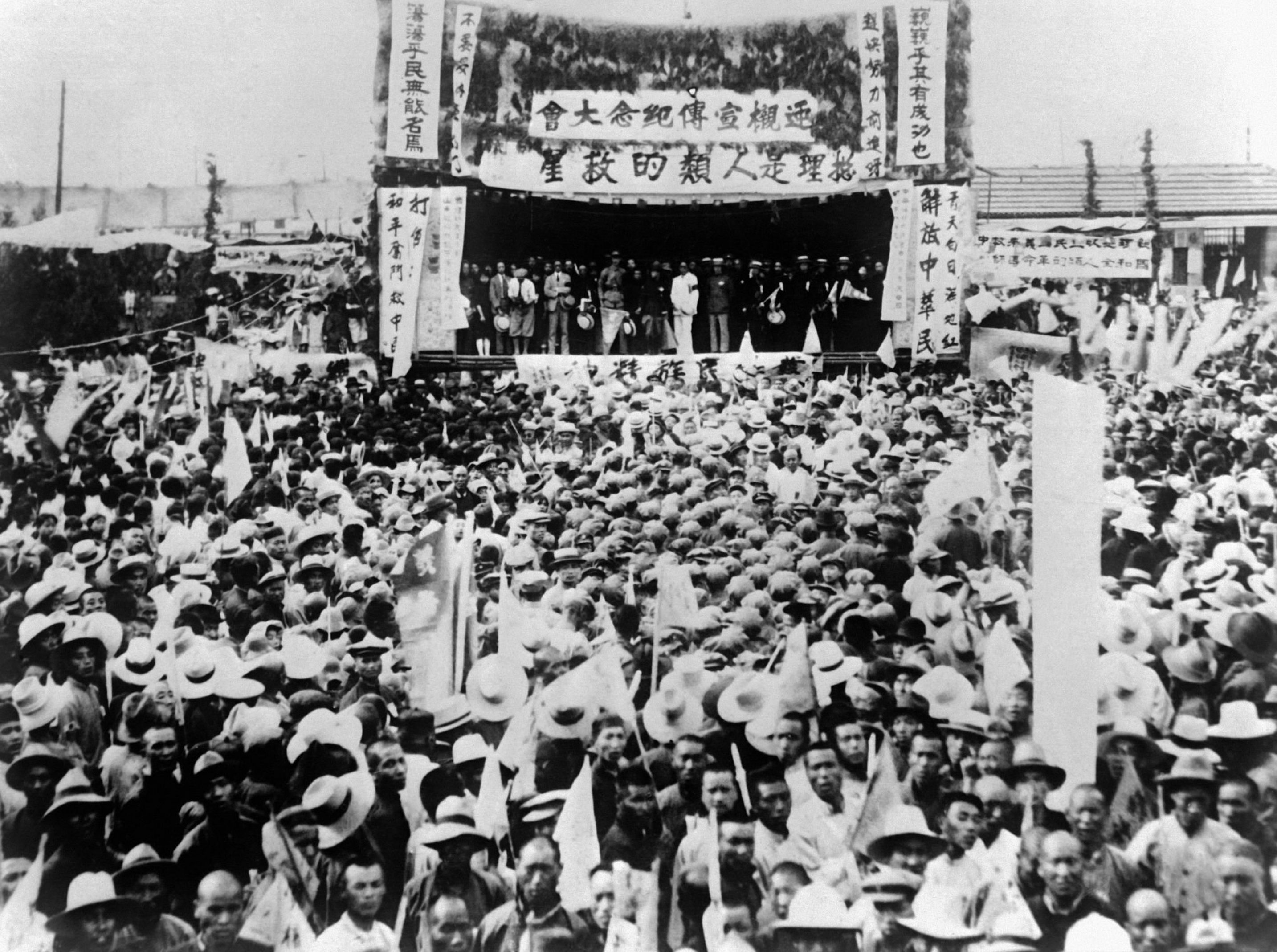
1929年5月28日，南京民众迎接孙的灵榇南下。

1925年3月12日，孙病逝，中国近代实业家张謇亲自主持在南通公共体育场的追悼大会。会上张謇说道：“孙中山之革命，则为国体之改革，与一朝一姓之更变迥然不同。所以孙中山不但为手创民国之元勋，且为中国及亚东历史上第一大人物。……对孙中山，勿爱其长而因铲其短，勿恨其过而并没其功，为天下惜人才，为万世存正论。”
1925年3月12日，著名教育家、时为上海大厦大学教育系学生卢绍稷发表《东西两国父》一文，倡言应尊孙为“国父”，并申述理由：“华盛顿血战七年，赢得美国独立，被美国民众尊为国父。孙中山与华盛顿同为革命领袖，华盛顿为独立而争，先生为三民主义而斗，四十年如一日，几死者十余次，其精神、毅力、功绩，较华氏有过之而无不及，理所当然应尊为国父。”
1925年3月13日，孫病逝翌日，梁启超评价：「孫君是一位歷史上大人物，這是無論何人不能不公認的事實。我對於他最佩服的：第一意志力堅強，經歷多少風波，始終未嘗挫折。第二是臨事機警，長於應變，尤其對群眾心理，最善觀察，最善利用。第三是操守廉潔，最少他自己本身不肯胡亂弄錢，便弄錢也絕不為個人目的。」「我對於孫君最不滿的一件事，是『為目的而不擇手段』。孟子說：『行一不義，殺一不辜，而得天下，不為也。』這句話也許有人覺得迂闊不切事情，但我始終認為，政治家道德所必要的。因為不擇手段的理論一倡，……結果可以把目的扔向一邊，所謂本來之目的，倒反變成裝飾品了。」「但我以為孫君所以成功者在此，其所以失敗者亦未必不在此。我們很可惜的是：孫君本來目的沒有實現的機會便死去了，我們所看見的只是孫君的手段，無從判斷他的真價值。」1927年5月5日，梁在私人書信中则批評孫勾結軍閥，並接受蘇聯利益做蘇俄傀儡：“民國十二三年間，國民黨已經到日落西山的境遇，孫文東和這個軍閥勾結，西和那個軍閥勾結——如段祺瑞、張作霖等——依然是不能發展。適值俄人在波蘭、土耳其連次失敗，決定‘西守東進’方針，傾全力以謀中國，看著這垂死的國民黨，大可利用，於是拿八十萬塊錢和一大票軍火做釣餌，那不擇手段的孫文，日暮途遠［窮］，倒行逆施，竟甘心引狼入室。孫文晚年已整個做了蘇俄傀儡，沒有絲毫自由。”
1925年3月14、15日，《时事公报》主编邬一蝶撰文说：“中国之伟人，虽满坑满谷，而确能得国民之信仰者，惟孙中山一人而已。虽有一部分人，反对而诋毁之，然其所反对而诋毁之者，乃因主义之不同，而并非对于其人格有所不满。今试执一人而问之曰：孙中山之与近日一般军阀孰贤？则无论其人之为中山同志与否，决不能谓后者贤于前者也。又试执一人而问之曰：孙中山之与近日一般政客名流孰贤？则无论其人之为中山同志与否，亦决不能谓后者贤于前者也。故即舍中山之主义不论，而其伟大之人格，一生繁复雄奇之历史，与夫光明正大之心地，已足以吸引全国国民之信仰而有余。中山而死，则国民之信仰心，将如失舵之舟，飘泊中流，而无所系，此其隐患可胜言哉！”:295-296
1925年3月19日，孙逝世一周后，家属在北京协和医院为之主办基督教仪式丧礼，中华全国基督教会理事刘廷芳主礼。报载“刘主礼致词略谓：孙先生屡困难，百折不回，是一种最富之信仰性。共和尚未成功，民众仍须努力，是一种优美之希望心。”5月，刘整合过去讲稿，以《看哉，作梦者来矣！》发表，其中对孙如此评价：“在当日处境中，确似一无望现实之梦想也。但他继续做梦，时机一熟，旦夕间全能之帝政府消没，此国度竟公然成立一不朽的共和国。今日此豪伟之梦想家虽仍被称为理想家，其攻击虽常令人弃置而遭时贤谗毁玷辱，讥其为梦想家、不切实行之理想家，然其伟大精英处亦正基在事实上彼之为梦想家，一九一一年之革命大功告成，仅其所梦想之一部耳。他全部的梦想尚待实现。此名义上号称共和国之名物，尚有待乎其得全部实现孙先生之梦想。莫论吾人将评拟之为何似，其难否认之事实则证明其梦想至少有一部分实现，倘明瞭一九一一年以前存在之帝制生活底情绪者，定将见此做梦者影响变化四万万众同胞之普通生活及眼光为何等庄鸿伟美！”
1925年3月24日，《晨报》刊载唐绍仪对记者谈话：“吾人于哀悼中山先生之际，尤应注意一事，即中山先生实为中国民主主义之成功之人。……其毕生存留最大事实，为反对专制之奋斗，反对腐败之奋斗，及为政府正义之奋斗，此种思想已深入全国人心。”惟唐氏主张联省自治，与孙中山的政治路线有所不同，曾谓：“余以中国区域之大，省分又多，譬如一家人中，弟兄甚多，若不分居两处，弟兄间争执必多。余因此觉得中国的政局，除实行联治外，无好方法。……不过我的私见，五权宪法或不及联省自治功用之大与适用。”
1925年3月29日，林语堂写作《论性急为中国人所恶》一文，批评当时中国自甘落后、不知进取的社会风气：“使有一二急性之人，亦步步为所吸收融化，而国中稍有急性之人乃绝不易得，及全国既被了中庸化，而今日国中衰颓不振之现象成矣。”:17感叹时人空发议论者多，付诸实践者少：“中国今日岂何尝无思想、无主义，特此所谓主义，纸上之主义，此所谓思想，亦纸上之思想而已。求一为思想主义而性急，为高尚理想而狂热而丧心病狂之人，求一轰轰烈烈非贯彻其主义不可，视其主义犹视其自身革命之人则不可得，有之则孙中山先生而已。”:16希望国人以孙为榜样，一洗坐而论道之惰性，提倡教育应知行合一：“我觉得孙中山先生性格不大象中国人，是指孙中山先生不象现代的中国人。至于孙中山先生能不能象将来的中国人，这便是吾人今日教育之最大问题。果使孙中山是象将来的中国人，那末我们也可不必为将来的中国担忧了。”:17
1925年4月23日，钱玄同发表《中山先生是“国民之敌”》一文，表达对过去数年间社会人士嘲讽谩骂孙的反讽：“孙先生以国民之导师自任，大家也都公认他是国民之导师。我不但认孙先生是国民之导师，我并且希望国民奉孙先生为导师。但从事实上观察，截到现在为止，孙先生确乎还是‘国民之敌’。”“国民愿意苟安旦夕，喜欢维持现状；孙先生偏要提倡奋斗，主张革命。其他国民要如彼，孙先生偏要如此。……一句话，国民要静坐或倒退，而孙先生要抖擞精神地跑，而且要向着寥廓无尽的前途不息地跑。孙先生这种精神，真是我们这疲癃老朽的民族起死回生的唯一圣药；他具有这种圣药，他当然是一位良医。可是有祖传痼疾的国民们，是以做‘膏盲间二竖子之伥’为天职的，见了良医，便咬牙切齿，不与共戴天；他活着，他们咒他死——咒他不得好死；他死了，他们于是乎大乐——但因必要，故又在笑眼中挤眼泪。”并在文中挖苦部分见风使舵的人士：“您看十三年前称孙先生为‘孙汶’的，十年前散布《孙文小史》的，六七年前称他为‘民贼孙文’的，半年前还是称他为‘孙大炮’的，近数月来，都亲亲热热地叫起‘中山先生’来了，甚而至于叫起‘元勋’‘伟人’这一类的字样来了！最奇妙者，竟有一位姓‘清’名‘室’的人，居然也送花圈到社稷坛去，居然对于十三年前他想拿来处以极刑的‘孙汶’称起‘孙中山先生’来！”
1926年3月10日，鲁迅在《国民新报》发表《中山先生逝世后一周年》，批评社会上“几个论客说些风凉话”，其中声称：“中山先生的一生历史具在，站出世间来就是革命，失败了还是革命；中华民国成立之后，也没有满足过，没有安逸过，仍然继续着进向近于完全的革命的工作。直到临终之际，他说道：革命尚未成功，同志仍须努力！”“他是一个全体，永远的革命者。无论所做的那一件，全都是革命。无论后人如何吹求他，冷落他，他终于全都是革命。”“只要这先前未曾有的中华民国存在，就是他的丰碑，就是他的纪念。凡是自承为民国的国民，有谁不记得创造民国的战士，而且是第一人的？”1927年3月，鲁迅发表《中山大学开学致语》，再一次强调：“中山先生一生致力于国民革命的结果，留下来的极大的纪念是中华民国。”
1928年6月12日，作家张恨水在《世界晚报》发文回忆孙中山入京情景：“中山先生带着笑容，从火车上下来。因为有病，不能演说，一路之上，扔了许多传单答复民众。传单虽极简单，第一句就是‘中华民国诸位主人先生’。你看他对于民众（人力车夫在内）是怎样谦逊有礼，和蔼可亲。”他又写道：“而今青白旗挂遍北京了，中山先生的主义好像快要实行。但是，这莽莽乾坤，哪里去找这样春风风人、夏雨雨人的伟大人物？我伤心极了，我只有痛苦。”
1929年春，中山陵竣工。章太炎曾有云：“论与中山先生交谊之密，互知之深，其墓志铭惟我能胜，亦只有我有资格写。”因而作《祭孙公文》，但未获通过。文中，章太炎回顾中国历史，慨叹孙中山颠覆满清：“蠢尔胡清，轶我神疆。继明两作，公振其纲。”继而惋惜孙让位北廷，革命不彻底：“敝屣南位，以让北藩。北藩伊何？虏之余戋。”指出孙为人刚强、性格倔强：「公之天性，伉直自圣；受谏则难，而恶方命。」并解释过去与其齮齕是因为群氓太多，自己不愿盲目从众：“百夫雷同，胪句传诺。余岂异邮，好是谔谔。”:356
1929年6月1日，九世班禅为孙的奉安大典撰写祭文：“维中华民国十八年六月一日，班禅额尔德尼叩祭我总理在天之灵。先生首创革命，得救众生，恩同父母。先生前生种道德之宏因，今生得其济众之硕果，我西藏同胞遵仰先生领导之下，共循正轨。先生手造共和，奠国基于磐石之安，解放民众倒悬，碑登极乐世界，人民歌功颂德，有史以来，今古世界第一人也。昊天不吊，折我木铎，先生如在地之岳、在天之日。鞠诚哀告，伏惟尚飨。”
武昌起义领导人熊秉坤曾经稱：「孫先生乃革命創始者，黨人遍布全國，雖間有名目殊異，而尊崇孫先生則一也。将来革命成功，举孙先生为领袖自无疑义也。」:255-256
辛亥革命先驅張難先回憶說：當時中國，“热烈之志士，时时有一中山先生印象，盘旋牢结于脑海，几欲破浪走海外从之。不能得，則如醉如癡，甚至發狂。此实当日普遍情形。”:103
胡適称：“中山先生是一個實行家。凡是眞實行家都有遠見的計劃，分開進行的程序，然後一步一步的做去。沒有計劃的政客，混了一天算一天；嘴裏說：專尚實際，不務空談，其實算不得實行家，只可說是胡混。中山先生一生所受的最大寃枉，就是人都說他是理想家，不是實行家。其實沒有理想計劃的人，決不能做眞正實行家。我所以稱中山先生做實行家，正因為他有膽子，敢定一種理想的建國方略。但是大多數的政客，都是胡混的，一聽見十年二十年的計劃，就蒙着耳朶逃走說，我們是不尚空談的。中山先生一生就吃了這個亏，不是吃他的理想的亏，是吃大家把他的理想認作空談的亏。他的革命方略，大半不曾實行，全是為了這個原故。”
蒋梦麟在《追忆中山先生》一文中说：“中山先生第一次给我的印象是意志坚强，识见远大，思想周密，记忆力好。对人则温厚和蔼，虽是第一次见面，使人觉得老朋友一样。大凡伟大人物往往能令人一见如故。”又在自传《西潮》追述，孙“为了计划中国的工业发展，他亲自绘制地图和表格，并收集资料，详加核对。实业计划中所包括的河床和港湾的深度和层次等细节他无不了如指掌。”而且孙善于演讲、平易近人，在旧金山的唐人街演说时，会故意发问：“什么叫革命？革命就是打倒满洲佬。”孙用极浅显的话解释革命道理，听众便很容易明白他的意思。蒋强调说：“我讲这些话，不过要青年人知道，伟大人物不是不可亲近的，亦与我们一样极富人情味。所谓‘圣人不失赤子之心’，就是此意。”
熊希龄称：“孫先生力行革命，四十年毫無懈怠，故能使全國人士，一致欽佩，足見公道自在人心。孫先生做過大總統，僅遺留數箱破書與宋夫人，其持身淸廉，非其他偉人所能及。孫先生治喪費，僅用三萬餘元，尤足徵治喪處諸公，善體孫先生廉介之至意云。”:596
张季鸾：“国父孙中山先生为近代中国最伟大之先觉，凡致力国民革命四十年，初无有武力资源之凭藉，借赖其革命热情，发为言论，诉之同胞。早年在海外与保皇党言论战斗，苦口说服。同盟会既成，其机关报之《民报》，直接为辛亥革命之指导。自民国肇造，以迄先生之逝世，先生奋其精诚热烈之言论，教训国人，始终勿衰。故由报人立场论，中山先生为中国最伟大之主笔。”

### 海峽两岸学者評價
中国近代史学家蒋廷黻认为：孙意志坚韧，为革命奋斗到底，清末起义屡起屡败，不因世人冷漠而灰心丧气；倘若孙因不获社会同情而失望悲观，那就不会有三民主义、建国方略等伟大著作，“不会有新中国的建立诞生”。:1071
歷史學家錢穆稱：“以中山先生，较之中国历史上历代开国人物，似为未竟其功。但论其品格，则尧舜禅让，汤武征诛，中山先生一身兼之，已为千古所独有。而其创为三民主义，则志在传道，上毗孔孟，更为尧舜汤武所未有。”:148
国立政治大學歷史系退休教授蔣永敬認為，孫之三大領導風格：一、交遊廣眾，有志一同；二、滔滔雄辯，聽者悅服；三、樂觀奮鬥，百折不撓。:42
中华民国中央研究院院士張玉法認為，孫作為革命領袖，在性格上有一些特質：第一是有大志，所作所為不是造反，而是想另建新國；第二是有決心，堅持革命黨必須在唯一之領袖下絕對服從，對自己領導深具信心；第三是能容忍，待人寬厚，有不同意見，會耐心溝通。:4-5
中央研究院近代史研究所研究员王尔敏认为，孙“不但创建民国，开中国民主新纪元，亦是生平提倡济弱扶倾之国际和平主张、帮助亚洲被压迫民族”，在20世纪与美国威尔逊、印度甘地并称的三大伟大政治家。
民国历史文化学社社长吕芳上认为：“中山先生晚年革命思想，其基本精神与1905年同盟会以来的革命理论，实相一致。……他的根本主张，确不曾因采取联俄容共政策而有改变。一个平等和谐的国际关系，一种西方民主方式所理想的全民政治，和着重在全民福利的民生主义社会，是他一生努力奋斗的政治目标。”:508-509
南京大学历史系教授高华认为：“孙中山的最终目标仍是要在中国实行类似于美国的政治制度，吸取苏共的经验只是为达到目标所施行的重要策略手段。”:22
原孙中山研究所所长林家有教授说，近代中国的政治家，博学鲜有出孙右者。孙13岁到檀香山求学，后来又到日本、伦敦、香港等地，一生中有将近37年住在国外。他对当时世界上很多前沿的思想和制度都非常了解，康有为、梁启超都没有这个条件。对于部分人以为，孙10次起义都在中国南方边境，因此武昌起义跟孙无关，林家有指出，孙早期革命依靠会党，但效果有限，后来在1908年云南河口起义，已经开始利用新军，1910年在广州同样是新军起义，武昌起义是孙总结经验教训产生的。并指出孙的思想在今日仍有借鉴意义：“孙中山不同意阶级斗争，反对打倒资本家。他认为当时中国并没有几个资本家，工人和资本家应互相帮助，共同解决生产生活问题，希望能够和平过渡。这种民主社会主义的思想，我们过去批判太多，但其实有很多东西现在也可以吸收过来。”
中國社會科學院近代史研究所硏究員楊天石認為孫是革命家:278。為拯救中國，孫堅決主張以暴力手段推翻清朝和北洋軍閥:278。在此，孫意志堅決，態度鮮明，不屈不撓，終身如一:278。但是，並不意味着他在任何問題上都主張採取激烈革命手段和辦法:278。孫認為，社會主義、共產主義衹能適用於高度發展之西方國家，連蘇俄都不夠格，中國自然更加不行:279。孫不主張全面剝奪資本家之所有權，而是主張「節制資本」，即發達國家資本，獎勵私人資本，允許老百姓自由興趣部分企業，政府加以奬勵並以法律保護:279。
诺贝尔和平奖得主刘晓波称，孙真正的政治遗产是暴力革命和列宁式政党，孙不管在思想上还是在行动上都是激进的革命者和霸道的专制者。刘晓波根据孙死前的作为，认为若孙统一中国后，极有可能是一代极权君主。中国政党史上，孙开创党派至上、君师合一、以党建军、以党训政之传统；中国新闻史上，孙是喉舌思想的始作俑者，孙眼中的报纸是党的宣传工具，新闻和记者是党派思想的宣传员。刘晓波称，改革开放后重写中国近现代历史和重新评价历史人物，变成自由知识界的主流。并在文中引用袁伟时和王怡对孙中山的批判，包括“黑金政治”、“恐怖主义与独裁”、“出卖国家主权”、“内战与分裂”，称孙“乱共和、乱民国，并在‘天下为公’的旗帜下乱天下人的性命。”
作家王怡表示，“文學社”與孫文沒有絲毫淵源。另外，孫武因仰慕孫文而改名孫武之説确有流传，但孫武的字號本是堯卿，后改為搖清，而非遙仙，搖清取“搖翻清朝”之意。1912年初，孙武听闻孙发绪讲述孙文如何吹牛，南京政府如何卖国后，孙武表示“南京政府如此败坏，我宁可承认袁世凯，不承认南京。”但孙武后人孙吉森追述：“1912年4月1日，孙中山辞去临时大总统一职后，4月9日去慰问武汉首义的同志。接连四天，都是孙武亲自陪同。”又据其家人回忆，孙武曾经告诉家人：“我对南京政府有意见，不代表我对孙文有意见。”
大陆青年学者羽戈认为，近年来对孙的否定属于矫枉过正。孙之于辛亥革命，最大的功劳即在造势，形成“南望革命军，有如望年”的社会心理。革命之势，不仅造就了革命，同样在逼迫清政府改革，两者相反而相成。顺潮流而动，尺寸之功，可成伟人；逆潮流而行，王霸雄图，尽归尘土。孙不仅预见了方兴未艾的民主潮流，还规划了国家建设与民主宪政之路，正不失为一代伟人。
香港自由撰稿人李大立在2011年发文表示，钱文军等人借辛亥百年之际炒作清末新政和君主立宪，客觀上起到為中共維穩的作用。指这批人不脱毛泽东“凡是敵人擁護的，我們就要反對；凡是敵人反對的，我們就要擁護”的思维定式，舉例錢文軍因為國共兩黨尊孫，所以他就要反潮流否定孫。但实际上，儘管中共不得不尊孫為“革命先行者”，却将其領導的辛亥革命贬低為「資產階級民主革命」，“共產黨雖然沒有公開徹底地否定辛亥革命，但是對它的肯定也只剩下了一個空殼子。毛澤東曾公然宣稱‘辛亥革命失敗了’”。中共虽然花费重金纪念辛亥革命，“卻絕口不提辛亥革命的偉大成果中華民國”、不提“孫中山先生民主憲政的遺志”，“而是想借此把自己打扮成孫中山先生的擁護者、繼承者，從辛亥革命中尋求執政的合法性，妄圖繼續維持其不得人心的一黨專制。”
張磊、張蘋著《孫中山傳》稱：孫忠誠於愛國主義和民主主義原則，以上書李鴻章失敗為踏上民主革命契機:22。孫領導辛亥革命推翻帝制、建立共和制度，又實行第一次國共合作、推動國民革命發展:2。孫艱苦革命近40年，政治生涯延伸兩個世紀，貫串民主革命兩個階段；孫足迹遍布社會制度和發展層次不同的國家和地區，接觸各類人士；孫力圖使中國掙脱殖民主義和封建主義雙重枷鎖，從“中世紀”步入近代；孫始終站在歷史潮流面前，給時代留下鮮明印記:1。在近代中國歷史上，孫作为革命領袖，制訂有比較完全意義的資產階級民主革命政綱，建立資產階級革命政黨，開展反清武裝鬥爭，使近代中國民主革命運動由準備進入正規；因為孫確認革命與建設相成，為實現近代化建設事業，提出綱領和方案；當新民主主義革命到來後，孫發展舊三民主義為新三民主義，確立「聯俄、聯共、扶助農工」三大政策:2。孫奉獻一生，為拯救和發展中國，但壯志未酬，為崇高理想而獻身；孫的思想和實踐體現人類進步的必然趨向，孫毕生为之奮鬥的「天下為公」、「世界大同」目標，獲得不同社會制度和發展程度的國家認同:3。孫兼具革命家與建設者身份和職能，不愧為近代化前驅，由於未能真正、長期主政全國，所以計劃無法實現:19。孫的事業為後繼者所承續和發展，孙作为民主革命與近代化前驅的英名青史長存:26。在民主革命浪潮兴起的年代，中國同盟會是辛亥革命主要組織者，孫參與創建和領導，是當時「革命的中樞」:89。孫多次在廣東、西南地區和邊陲起義，過於強調海外「輸入」和「接濟」，忽略其他地區（特別是長江流域）的革命形勢和群眾要求:91。孫薦袁以自代雖有社會原因，實為不當；把臨時大統統之職交給地主資產階級代表，在何種意義上皆不足訓:98。中華革命黨過分突出孫的地位和作用，當孫為真理化身，凌駕於黨和群眾，使不少革命黨人拒絕參加:110。孫對日本帝國主義表現出輕信和幻想，沒有任何根據和積極意義:110。軟弱的資產階級無力推翻帝國主義和傳統勢力之統治，建立代議政制並無根本改變次殖民地社會秩序；因此辛亥革命肇建共和，「二次革命」、反袁護國和兩次護法捍衛共和，均先後失敗:120。孫承擔歷史重任，虽未能完成捍衛共和的使命，因不能超越歷史条件而無力回天，但后人不應苛求前人，要以科學態度從歷史條件説明，實事求是地總結經驗和教訓:120。

### 海外华人學者評價

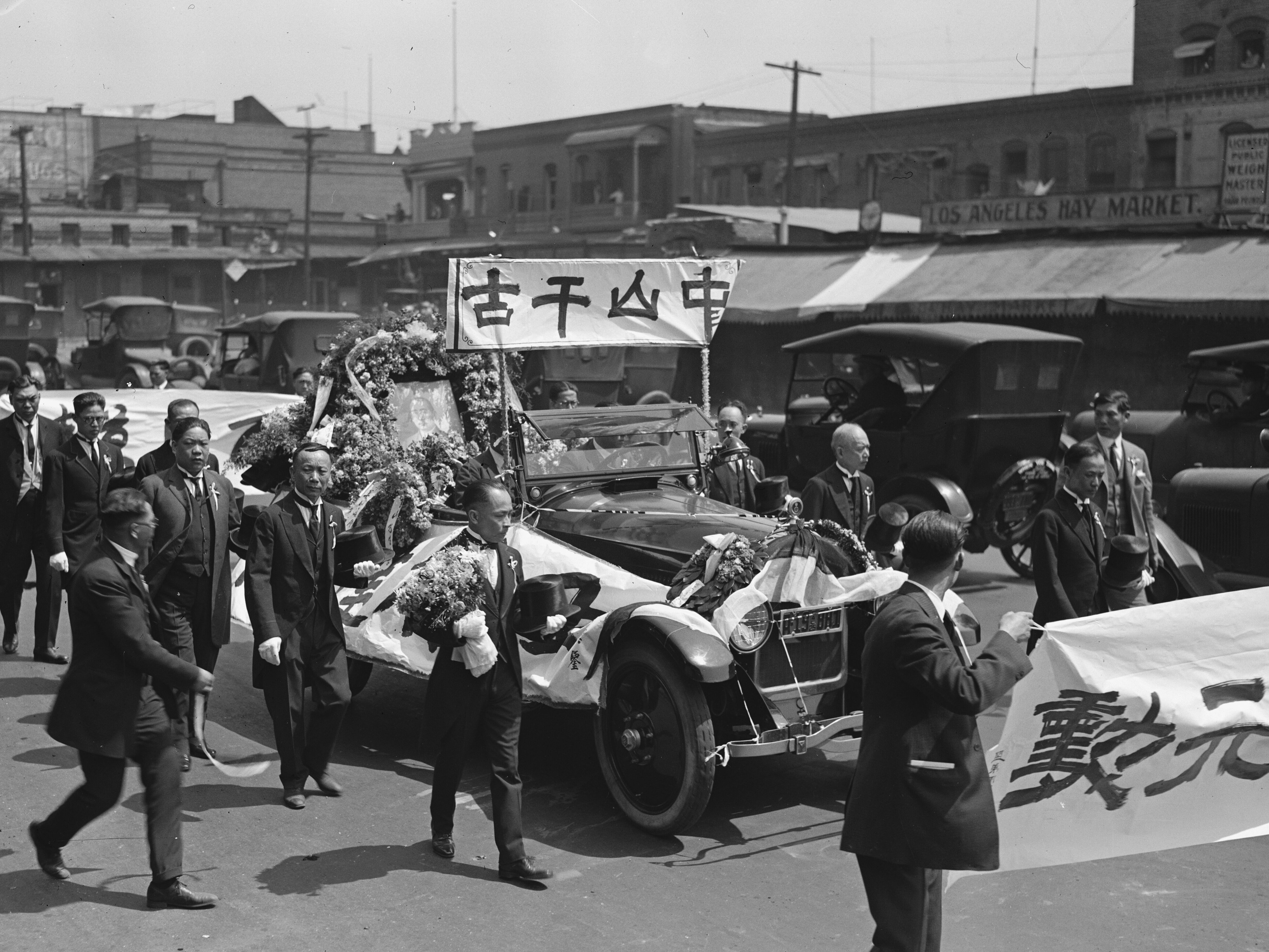
1925年4月12日，洛杉矶华侨游行。

中央研究院院士余英時認為，孫文最初提出三民主義時，是斟酌當時西方思潮和中國文化傳統而獲得的一種綜合判斷，三民主義具有與時俱新的開放特性。亦即是三民主義在本質上具有自我調整的機能，與馬列主義的封閉性形成強烈的對比。:177-178余英時同時認為，1924年改組後的國民黨儘管在形式上接近蘇俄模式，但孫文的本意是以此為革命的過渡時期，最後仍要回到民主憲政的常軌之內，所以才有軍政、訓政、憲政三个階段。不过歷史的發展却是，北伐成功後，軍政很快過渡到訓政階段。惟在訓政階段，正逢中國內憂外患交迫之時期，中國只是形式上的統一，各地方軍閥不受南京國民政府控制，同時有共產黨勢力的挑戰，尤其是面对日本帝国的侵略威脅，導致國民黨在訓政時期为集权延续了「一黨專政」模式。:190-191
美籍华人、原香港中文大学教授徐中约在其名著《中国近代史》写道：孙不仅仅受民族主义影响，主张排满革命，而且孙注意到，中国因历史上众多为争夺皇位导致的漫长战争，始终沿续着分裂和统一的朝代循环，在这个过程中，国家与人民无辜受难。要打破这一循环，就必须以共和制来代替君主制。:460而且，孙观察西方各国的社会现象，发现西方列强拥有繁荣、独立与民主，但他们也在为工业化的问题所困扰。劳资纠纷、罢工、高工资要求以及财富在少数资本家和多数工人之间的不平等分配，预示着社会革命的来临。尽管中国的工业化尚未到出现同类难题的程度，但中国的资本主义化已自19世纪60年代洋务运动开始。为预防资本主义的罪恶重演，孙主张节制资本，以防止财富集中于少数人手中。:460-461“总之，孙设想了一场由全体中国人推进的毕三次革命之功于一役的革命：即推翻满清与帝制的民族革命；建立共和与民权的民主革命；平均地权并节制资本主义罪恶的民生革命。这种宏大的革命方式，在世界历史的革命中也是罕有其匹的。”:461
旅美學者辛灝年認為：武昌起義是“共進會”和“文學社”共同發動，其負責人與同盟會密不可分。共進會首領本名孫葆仁，為發動革命，將名改爲“孫武”。之後，武昌到處流傳準備起義的新軍由孫文的弟弟孫武領導。這樣，學生和新軍革命党便振奮起來，紛紛參加起義和革命。孫葆仁改名孫武後，有大約1500名新軍戰士參加革命黨。辛灏年称武昌起義發動者因製造炸彈而暴露后，彭楚藩、劉復基、楊宏勝三位烈士被捕。三人赴義前，共同喊出口號：“孫中山萬歲！未死同志萬歲！”武昌起義爆發後，孫中山在國外的作為，使得“四國銀行團”終究並沒有貸款給滿清王朝，是滿清政府垮臺和袁世凱能够逼退隆裕皇太后和末帝溥儀的重要國際因素。辛灏年并且在《黄花岗杂志》撰文批评：否定孙中山的人士陷入“假設歷史學派”。指此种历史研究方法，借名“假設歷史”，否定历史轨迹。举例其內容有：“假設孫中山不革命，中國豈但沒有了後來的任何動亂和暴亂，滿清王朝早就實現了民主憲政，中國早已經民主了。”认为此说正中共产党下怀，“因為，今天倘使大陸人民要革命，那麼，革命的對象就只能是共產黨。”於是，“告別革命”学说在1989年后流行，实际上为中共所默许。
斯坦福大学胡佛研究所研究员、国民党元老谢持之孙谢幼田评价：“孙中山的三民主义是至今无人超越过的解决中国社会发展的最佳方案，这是孙中山先生独到的伟大贡献。孙中山先生所开创的事业，并不因为历史出现曲折而失去其光辉，相反，在黑暗中更显出其明亮。”谢幼田指出：袁伟时指责孙中山在护法运动中“肆意建立非法政府”，却回避段祺瑞废除临时约法，另组安福国会的事实，“袁的错误在于，段祺瑞废除了约法，已无法可依仗；解散了国会，已没有合法斗争的场合；并且段极力武力统一全国。”因此孙中山选择“武装护法，是时代的需要。”
原六四事件学运领袖封从德在2011年發表《孫文與辛亥革命》一文，以史料論證「武昌起義時孫文並非在丹佛打工」，据此为楔子批判民运中流行的错误认知，说明孙中山为辛亥革命领导人乃历史事实。他更指出：当代中国的民主运动，是对辛亥革命的继承。他说：“中国的民主运动已经一百多年了。在辛亥革命之前15年，中国的民主运动已经开始。1895年，孙中山、陆皓东等人在广州发动了第一次起义，就是中国民主运动的起点。”他认为：“孙中山的意义远远超出世人想像”，因为“孙中山继承周孔道统，融合西方文明的内核”，“集全世界文明的精华于一身”，孙中山的大同思想对西方普世价值有吸收与超越。封从德预言：“中国未来的多元社会与政治文化，必当建立在融合中华文化道统与西方普世价值之坚固基础之上。”
移居加拿大的知名人权律师郭国汀评论认为，有民运人士将中国现在的共产党極權統治归罪于孙，但两者之间并无必然的因果关系，因為孫仅是想利用苏联的军事经济援助，來达到自已的目的。而孙的目的非常明确，即军政、训政、宪政三步曲實現共和，有明确的九年時間限定，共产党則从来主張无产阶级专政。部分人以为孫晚年定格的三民主义受到俄國影響，郭国汀分析称：孙的三民主义思想诞生于1896年，在伦敦蒙難後留欧的近两年期间，孫到大英图书馆精读了大量西方政治学专著后，经思考与结合中国国情，奠定了三民主义的理論框架。所谓的“以俄为师”，並非指一切主張，而是有特定内含的。最后做出结论：“当前民运反对派中，有一股莫明其妙的、彻底否定孙中山错误倾向，完全反错了对象。真正的罪魁祸首是共产党马列原教旨，孙文仅有人性的错误，而中共则完全是意识形态邪恶基因所必然导致的罪孽。中共在中国造孽并非孙文导致，尽管孙文的联俄容共政策有一定作用，但蒋介石1927年四一二清党后，业已基本上纠正该政策的错误。”
歷史學家黃宇和認為：乙未广州起义前夕，为确定起义总指挥权，兴中会选举“伯理玺天德”（英语：President），孫主动让于楊衢雲，證明孫已接受了現代民主思想，孙搞革命也不是為了個人名位與財富。孙推翻满清，不是為了建立孫家王朝，而是為了建立共和國。所以，雖然他童年時崇拜洪秀全反清，長大後却批评洪秀全與楊秀清爭做皇帝，认为这是太平天國失敗最大的原因。孙建立共和國，也並非為了自己要當總統。所以，他當上臨時大總統后，為了國家福祉、避免打內戰，把臨時大總統讓出，将袁世凱推薦給國民議會選举为總統。虽然说當時雙方军事實力懸殊，若开戰則孫必战敗，但古今中外鮮有孙般不戀棧權力之人。孫沒有一點個人野心，甚至沒有絲毫個人主義的染习，他所思所行都是為了中華民族的福祉而奮鬥。:647黄宇和说：「若孫中山捨身革命不是為了個人財富與權勢，那是為了什麼？是什麼無形的力量拉動他勇往直前？是以一己絕對的『無私奉獻』來『救國救民』的理想。」:648并认为孫無私奉獻的精神來自耶教，因孙在檀香山和香港讀書時，受到耶教傳教士无私奉献的精神感染。:661
美國斯坦福大学胡佛研究所研究員陳明銶稱，孫深感忠誠軍隊對其革命之極端重要性，故在蘇聯協助下，創建黃埔軍校，由蔣介石操控，成為日後外省人掌控全國政黨機會:254-255。孫深切仇恨陳炯明，對粵籍軍人難以完全放心；故黃埔軍校初年雖位於廣州東郊，但所招納軍校新生中，以非粵人為多，更造成以後粵籍軍人領袖之不足:254-255。
历史学家唐德刚認為，在孙、袁、蒋、毛四人之中最后志愿都是搞个人独裁的最高形式皇帝。但是，唐又在《李宗仁回忆录》中称赞孙：“把握时机，不计个人成败，原为革命家的本分，加以中山先生气魄宏伟，敢作敢为，尤非常人所能及。”
前独立中文笔会副会长、作家余杰在《顛倒的民國：臺灣和中國都不提起的近現代史》形容孫中山活著是竊國大盜，死後為赤色皇帝：“1912年孫文當選為中華民國臨時大總統，理由只有一個──他被認為最會借錢。但最後還是沒借到。”“進入民國後根本沒有皇帝了，更沒有建陵的必要──除了中山陵。”

### 外國政要学者評價

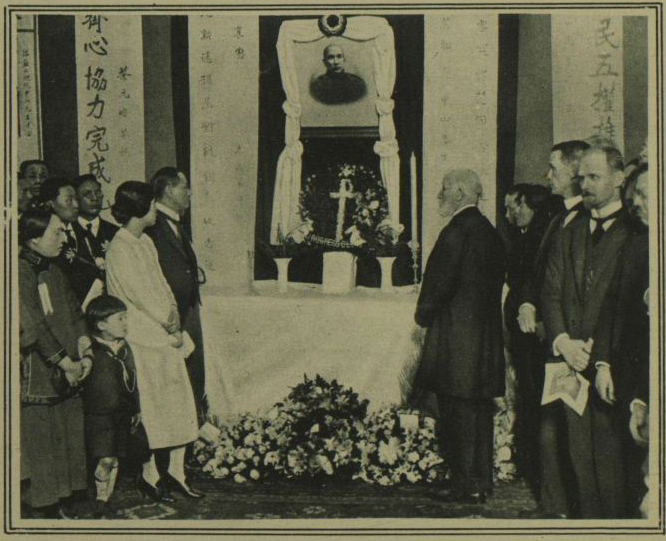
中國駐倫敦大使館悼念孫逝世，其恩師康德黎亦在場致意。

台湾日治时期，同盟会台湾分会由于受到日本殖民者的禁令无法公开，不得不于1914年解散，但蒋渭水、翁俊明等人仍继续追奉孙中山为领袖，1927年成立台湾民众党时，还刻意在党旗上模仿中华民国国旗。当孙于1925年在北京病逝，蒋渭水在《台湾民报》上发表社论《哭望天涯吊伟人──唉！孙先生死！》，悼念：“想此刻四万万的国民正在哀悼痛哭罢！西望中原，我们也禁不住泪泉怒涌了！一封電報就能叫我們如此哀慟，這都為了什麼？”正是因为孙「眼中只有三民主義，只有正義，四十年間統為正義、為主義而戰。」「自由正義的戰士雖死，而三民主義是還活著，自由正義永遠不死的，他的熱血還熱騰騰的湧著，而且永遠湧著！泰山頂上的鐘聲停了，但餘響還嘹喨著。酣睡著的人們也漸漸地醒起來了！」3月24日，蔣渭水以「台灣有志社」名义在台北舉行追悼會，到场者五千人，卻遭到日本殖民統治者的严苛限制，禁唱悼歌、禁止演講，《台灣民報》其後發表抗議文《台灣人不該哭孫先生的死嗎？》，愤言：「嗚呼！中山先生逝世矣！民國的元勳、漢民族的領袖、東亞的大明星、世界的大偉人，這是孫先生可獨享的榮譽。孫先生四十年的革命生活，建設共和，創造民國，其對主義的忠實，一貫的精神就可為世上政治家龜鑑。而且孫先生不獨為一個民國的革命家，他的對東亞的親善和世界的平和也非常努力了。又且對弱小民族的解放也非常盡力了。所以孫先生可稱謂民國革命的元勳，世界的平和神，弱小民族的救主了。所以這回孫先生的訃音傳出，中外之人莫不神慟心傷，爭悼偉人於千古……那禁得住淚灑滿襟呢？唉，一偉人的死，我們台灣人不該放聲大哭？怎麼也不該吞聲滴數點的悲傷淚嗎？」1927年初，張深切、張月澄、郭德欽等人在廣州成立「臺灣革命青年團」，向日本殖民者发出挑战，宣言書称：共產主義是西方怪物，三民主義是東方偉物，「三民主義的偉力，足使全世界的帝國主義者心寒膽顫，由於據此而奮鬥的中國民族革命發展而愈加強了世界弱小民族的勢力。同時，我孫中山先生的精神與三民主義也越顯出它的偉大。……他雖然已經逝世了，但是他的偉大精神仍繼續指導著東方弱小民族的革命運動。」1929年孙中山奉安大典时，有王钟麟、谢春木等台湾民众党党员到场献上花圈，以致哀思。台湾1930年代公認的文壇領袖、台湾新文学之父赖和说：孙“先生的精神永嵌在四万万人各个儿的脑中，便这天宇崩、地宙拆、海扩流、山爆裂、永纫重归、万有毁绝，我先生的精神亦共此世间永远不灭。”
孙中山生前曾与朝鲜的革命人士建立密切联系，孙逝世后，韩国青年同盟会在唁电中说：“中山先生手创中华民国，力主民族平等，为中国革命领袖，为东亚被压迫民族之良师。”侨居北京的韩国人张如在唁电中说：“痛哭、叩头、流血，大声高呼东亚之革命父母中山先生。呜呼！……大中华民国大元帅中山先生千古流芳，万邦共泪。”大韩革命党临时代表李天民、李社隐等的唁电称：“中山先生逝而中山先生主义不逝……复恳诸位先生加宽抑，节哀省悲，努力前途，到达目的，岂非东亚幸甚，世界幸甚耶？”参加治丧的在华韩民悲呼：“我们高丽久受日本压迫，想呼吸都不得，与中国被列强压迫无异，所以彼此同病相怜。正当孙先生率领东方痛苦民族，一齐进攻，使远东民族得到脱离奴隶地位，何图大星忽去。望此后中山信徒，一律依照孙先生政策，努力进行。”:5韩国临时政府于3月26日集会追悼，并发文声称：“伏维先生在天之冥灵，共赴联合战线，打倒帝国主义，废除不平等条约，他日东亚如成和平，则千万岁下对先生之铜像者，未尝见而不拜矣。”:5
越南早期民族民主革命领导人潘佩珠，早年受康有为、梁启超的改良主义影响，接触孙中山后思想开始转变。1912年中华民国成立，潘佩珠将越南维新会改组为光复会，提出“取消君主立宪，建立民主共和”。孙中山逝世后，潘佩珠写了一副挽联：“志在三民，道在三民，忆横津致和堂两次握谈，卓有真神贻后死；忧以天下，乐以天下，被帝国主义者多年压迫，痛分余泪泣先生。”越南另一革命志士潘是汉发表的唁电说：“我侪所戴为平民革命之父师者竟溘焉，弃吾侪去矣……是汉身为亡人，迹在韬晦，弗克上京赴哀，谨呈挽联一副聊表挚忱。乞为代达于平民革命之父师之灵前，感且不朽。”
孙中山逝世后，时任俄国共产党（布尔什维克）中央委员会书记的约·斯大林代表俄共（布）中央致国民党中央执行委员会唁电，唁电评价孙中山是“争取中国人民的自由和自主，争取中国的统一和独立的中国工农民族解放斗争的组织者”，认为“孙中山的事业将活在中国的工人和农民的心里，而使中国人民的敌人发抖”、“国民党一定会在争取摆脱帝国主义栓梏的伟大斗争中高举起孙中山的旗帜， ……直到彻底战胜帝国主义和它在中国的代理人。 ”
1925年，在巴黎东方民族追悼孙中山的大会上，亞拉伯代表表示：「孫先生想聯合東方民以共同打倒帝國主義，我亞拉伯人民願步後塵。」印度代表說：「印度為英帝國主義殖民地化，中國為萬國殖民地化，大家都處於泥犁獄中，幸得孫先生高登一呼，使東方民族今日都覺悟起來，共同做革命工作。孫先生實為東方民族解放之父。今忽然别去，凡屬被壓迫人能不同聲一哭麼！我們後死者當竟孫先生未之志，努力革命，以期得到獨立與自由。」:6到1956年，印度駐中國大使尼赫魯在北京紀念孫中山誕辰九十周年的大會上慨叹：「孫中山是中國偉大的兒子，但據我們看來，他也是亞洲偉大的兒子。他以畢生精力所從事的鬥爭，並不僅僅是中國的鬥爭，它的範圍是更加廣大的，包括亞、非兩洲許多國家的鬥爭的一部分。」
1944年3月12日，为展示中国抗战决心，中華民國駐美總領事联谊紐約大都會歌劇院，舉辦 “孙逸仙日”表演，羅斯福總統賀電宣告：『孫逸仙醫師使我們連想到中國人民長期散發之自由精神。他奮鬥不懈之偉大目標：國家主權、代議制政府、改善人民生活條件，已成為團結全中國各方人民之信念，也啓發中國人民堅持抵抗日本暴政。美國開國元勛之民主理念，聯合國共同事業背後之原則，與孫醫師之主義實多相同之處。孫逸仙精神長存中國人民心靈，我們向孫逸仙與中國人民致上敬意，備感榮幸。』
印度尼西亚民族解放运动领袖、印尼共和国的首任总统苏加诺，多次谈到他深受孙中山和三民主义的影响。1956年8月15日，苏加诺总统在印尼雅加达为欢迎宋庆龄而举行的国宴上回忆道：“我曾经把三民主义读过多少遍，它鼓舞我去斗争和热爱我的国家和人民。”他还说，自己是阅读了孙中山的著作以后，才第一次知道“亚洲是一家”这个摡念的。因此，他认为“孙中山不但是中国的领袖，也是整个亚洲的领袖。”1956年10月4日，苏加诺总统在访问中国期间，到清华大学讲演，又回忆道：“在青年时代，我阅读过三民主义，我不是一次，而是两次、三次、四次，从头到尾地详细阅读三民主义。作为一个青年，我受到孙逸仙博士所提出的三民主义的鼓舞。三民主义即民族、民权、民生，鼓舞了我的灵魂。”后来，他把孙中山的三民主义与印尼的国情相结合，在1945年提出了五民主义“潘查希拉”，即印度尼西亚建国五原则。
美國敎育家、胡适的老师杜威曾经评价：“中山先生一生，最能代表中國平民精神，故中國平民遲早必奉中山為理想之完人。中山之患，不在中山之屢起革命，而在政客之忽南忽北。如果中國人民，皆能模仿中山之政治節操，人人認定方向，不常隨風轉航，中國早當富强云。”:586
《孫逸仙傳記》作者美國人林百克認為：孙从蒙昧陈腐的时代环境中，竟能衝出一線光明來，仗著的是他個人的天才感悟和自信:27。孫宣傳反對忠君，很容易使人明白而記得，就是「天命無常」，這四個字無害於眾人，很容易深入人心，工人苦力都懂得這個簡單、無惡意而卻是勸人的口號:65。孫做革命事業並不把錢當做最重要緊，他曾說：「金錢並不是常常有用的，北京政府有很多的錢，但是他仍舊得不到真正替他出力的人。人民覺醒之後，金錢在革命事業裡面是比較不重要的。」:75林百克認為：「中山很願意拯拔壞人，因為他可憐他們。他的心完全是本於善性，所以他不能自持地現出慈悲心來，他知道他們是壞人，但是他們是不幸者，所以中山拯拔他們，倘使中山擒拿了一個嘗試害他性命的人，如其這個匪徒說出家裡有很多人靠他養活，又表出悔過的心，中山定要釋放他而同要害他的人做朋友了。中山寬恕的心似乎像孩子氣，他這樣一個意志像鐵一樣堅的人為甚麼心腸像婦人一般軟？他意志的剛強同心腸的柔軟似乎是相反的，但是同他接近之後，就知道他的弱點就是他的天性最強的根由，因為他是偉大所以他寬恕，在火奴魯魯他寬恕牽他髮辮的小兒同他寬恕袁世凱殺革命志士一樣，寬恕是他的天性，在他聽見最偉大的寬恕者耶穌之前，早已有寬恕的習性了。」:78
法國漢學家白吉爾認為，孫是一個慷慨大度但想法糊塗的機會主義者，他最熱衷追逐征服和權力遊戲，在歷史過程中表現並不出色，相反經常是無能為力，除了幾個短暫時期曾擔負領導人職責，但決定權也不在他身上，三民主義學說既非原創又缺嚴謹；孫真實是在其冒險犯難和字裡行間、成功和挫折之間所顯現的血肉之軀，是屬於當代世界的人物：一個溝通者、某種媒體天才，並未在他所處時代歷史烙下自己印記，是所處歷史脈絡之產物，他所體現是中國正邁向現代化:15。孫本能掌握他所處時代的渴望，瞭解時代蘊藏之力量，並將之具體化為實踐的綱領；他將反朝廷之敵意化為反對勢力之主張，在1920年代他才關注反帝國主義的民族主義，他預見技術官僚對民主政治的危害，強調經濟現代化中基礎建設（如交通運輸、能源）的重要，寄望能夠超越或者化解陳年敵意，在外交與國際經濟關係上締造新合作基礎:16。孫是20世紀之子，是現代中國肇建者之一:18。孫之門徒以排滿種族主義取代反帝國主義做為現代民族主義之基礎，全然將民主等同共和體制，諸如此類:168-169。他們處理大多數問題，都是從同盟會敵視梁啟超之觀點來分析:169。孫是模範愛國者、世界主義之現代化推動者；孫之備受推崇，原因是訴諸外國資本之大型經濟發展計劃之倡導者:432。
耶路撒冷的希伯莱大学历史学教授史扶邻在《孙中山：不情愿的革命家》后记中说：孙活动的半个世纪里，是近代中国的至暗时刻，而没有孙的历史，似乎会更加黑暗。:269孙相信经由革命，中国将迅速恢复在世界上应有的地位，没有人比孙更相信中国的潜能，也无人比孙更努力无私地实现这一目标。:269但是，孙并非以暴力革命为唯一工具，“他事实上是个不情愿的革命者。在致力于革命目标的同时，孙文倾向于用尽可能少的暴力手段解决争议。为了所有他的鲁莽大胆，孙文缺乏真正革命者标志——冷酷无情（蒋介石同样缺乏此点，但毛泽东确着实具备此特质）。简言之，他宁可协商取代杀虏，选择妥协拖长奋斗。这两个特征使他似乎倾向于不现实的自我牺牲及特别不情愿的革命，但因此也更具真实的人性。”:269-270孙对于世界各国的先进模式都取开放态度，他学习日本、英美、俄国的政治体制，但时刻保持自我立场，孙在各种场合声明他并不为俄国行事，虽然孙不太会像蒋介石在1927年那样清洗共产党及亲共份子，但他肯定也不会继续与一个受外国控制并致力于削弱国民党的党合作。:270作者预言：“孙文的共和革命象征永垂不朽，甚至在将来再次激励中国人民奋斗。如果继续揭露毛泽东的深重罪孽，中国人民会更加需要荣耀孙文作为中国民族主义的先知。”:271孙是唯一的国共双方都承认的英雄，假如中国能够和平统一，两岸共同纪念孙将是一座有用的心理桥梁。:271
哥伦比亚大学韦慕廷教授评价：孙出身一广东农村，但他求知若渴，先后在夏威夷教会学校、香港医科学校就读，旅英期间频访大英博物馆，流亡日本时广交各界人士，履历和视野超出常人。:298孙对于似乎不可能实现的目标，能够全心全意地为之奋斗，表现出惊人的自信和热忱。:299又说：“孙中山个性中有一种吸引人的魅力。许多没有特殊理由须要尊敬孙中山的西方访问者，都不能不为他的虔诚真挚、言词的单纯直率以及对自己信念所持的有节制的热情而深受感染。”:299不仅仅是西方人，在孙被迫流亡的岁月里，东南亚和北美的华人社团都满腔热情地接待他，孙似乎从来不曾在华侨中丧失掉自己的魅力。:299在中国国内，不同派系的革命者都敬仰孙，视孙为他们中间的首领。:299-300可是纵观其一生，“我们称孙中山为‘壮志未酬的爱国者’，这是因为，在他实现爱国目标的努力过程中，他的事业的绝大部分，都是以受挫沮丧为标志的。”早年孙的反清起义都失败了，民国肇建却落入袁世凯手中，其余生都在反对帝制和军阀的挫折中，并怀愁而终。:303-304然而，孙面对频繁的挫折一往无前，他定是被一种持久的信心所支撑着的。“他为他的中国之梦而呕心沥血、鞠躬尽瘁，这就是他的同胞们尊崇他的原因。”:305
易勞逸在《流產的革命》中说：「孫逸仙起初非常信仰民主政治，但是他的晚年無論在思想和行動上，都變得日趨獨裁。」:176
2014年8月16日，联合国秘书长潘基文在南京参观中山陵，说道：“我十分荣幸地拜谒了中国人民的伟大领导人孙逸仙先生的陵墓。这一美丽的安息之地象征着他的巨大影响仍在激励着海内外的中国人。”